# Географія Мадагаскару
Мадагаскар — східноафриканська острівна країна, що займає великий однойменний острів та ряд менших поблизу південно-східного узбережжя континенту . Загальна площа країни 587 041 км² (47-ме місце у світі), з яких на суходіл припадає 581 540 км², а на поверхню внутрішніх вод — 5 501 км². Площа країни трохи менша за площу України. 

## Назва
Офіційна назва — Республіка Мадагаскар, Мадагаскар (фр. Republique de Madagascar, Madagascar; (Repoblikan'i Madagasikara, Madagasikara). Назва країни походить від мальгашської назви однойменного острова Мадагасікара (Madagasikara), що виводиться з прамалайської мови і означає Край землі, що вказує західну межу мандрівок малайців Південно-Східної Азії. У європейські мови, можливо, уперше введено в оповіданнях про власні подорожі венеційського купця Марко Поло у XIII столітті як помилково спотворена назва сомалійського порту Могадішо. Колишня назва Малагасійська/Мальгашська Республіка (фр. République malgache).

## Географічне положення

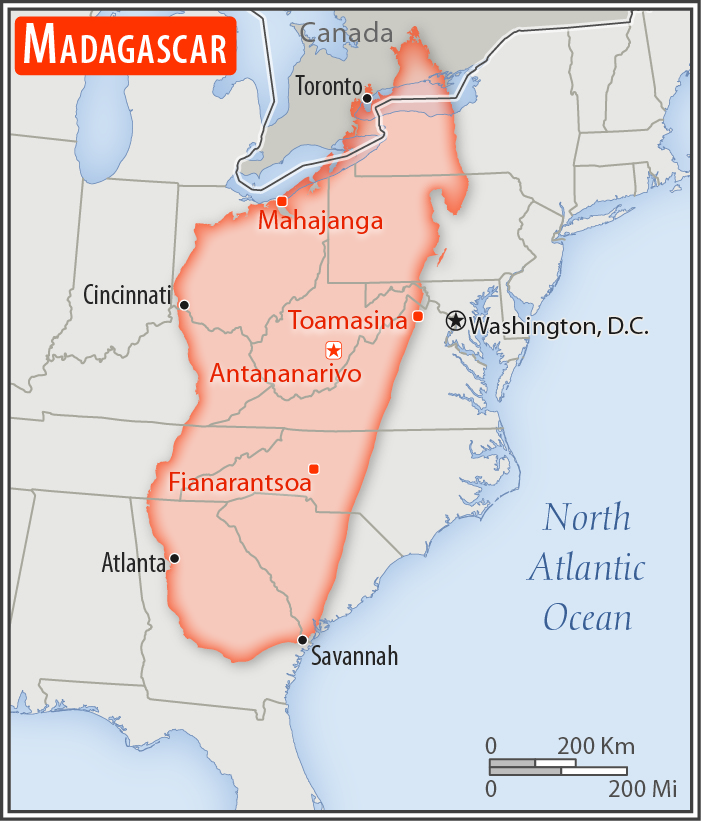
Порівняння розмірів території Мадагаскару та США

Мадагаскар — східноафриканська острівна країна, що не має сухопутного державного кордону. Мадагаскар на заході омивається водами Мозамбіцької протоки, на сході — безпосередньо водами Індійського океану. Загальна довжина морського узбережжя 4828 км. Мадагаскар простягається з півночі — північного заходу на південь — південний захід більш як на 1500 км при середній ширині близько 400 км. Максимальна ширина його сягає 560 км.
Згідно з Конвенцією Організації Об'єднаних Націй з морського права (UNCLOS) 1982 року, протяжність територіальних вод країни встановлено в 12 морських миль (22,2 км). Прилегла зона, що примикає до територіальних вод, в якій держава може здійснювати контроль необхідний для запобігання порушень митних, фіскальних, імміграційних або санітарних законів простягається на 24 морські милі (44,4 км) від узбережжя (стаття 33). Виключна економічна зона встановлена на відстань 200 морських миль (370,4 км) від узбережжя. Континентальний шельф — 200 морських миль (370,4 км) від узбережжя, або 100 морських миль від ізобати у 2500 м).

### Час
Час у Мадагаскарі: UTC+3 (+1 година різниці часу з Києвом).

## Геологія
Мадагаскар належить до докембрійської складчастості. Основу його становлять розмиті складки з гранітів, гнейсів і почасти сланців, на яких горизонтально лежать шари пісковиків. Пісковики на сході здебільшого змиті, у зв'язку з чим вся східна половина острова являє собою відслонені останцеві гори — архейське кристалічне нагір'я (800—1800 м). Західна частина острова, яка лежить загалом нижче 400 м над рівнем моря, є мезозойське морське плато, що терасами підноситься до східної частини і складається з вторинних та третинних осадових верств пісковиків, глинистих сланців, пісків і почасти вапняків. Корінні породи сходу, і осадові породи заходу прорізані і перекриті молодими вулканічними утвореннями, переважно базальтами і фенолітами, з яких складаються найвищі вершини. Архейське нагір'я на сході круто обривається горами Ангаво і Бетсімісарака до глибокої частини Індійського океану, де глибини перевищують 4570 м. На заході нагір'я спускаються терасами, які переходять у широку рівнину типу столової країни. Осадові породи цієї столової країни — пісковики і вапняки — в багатьох місцях розмиті, подекуди прикриті базальтовими потоками. Часто зустрічаються відклади сучасного алювію, великі дельти давніх мергелів і пісків.
Мадагаскар можна розглядати як горст, що входив до складу Африканської плити; остаточно острів відокремився від материка в олігоцені. Мадагаскар відокремлений від Африки глибоким (близько 3000 м) грабеном Мозамбіцької протоки, ширина якої в найвужчій частині перевищує 320 км.

### Корисні копалини
Надра Мадагаскару багаті на ряд корисних копалин: графіт, хроміти, кам'яне вугілля, боксити, рідкісноземельні елементи, кам'яну сіль, кварц, бітумінозні піски, напівкоштовне каміння, слюди. Мадагаскар дуже багатий па листуватий кристалічний графіт, особливо цінний для металургії (виробництво тигелів) та електротехніки (річний видобуток його у 1950-х роках сягав 12—15 тис. тонн на рік). На острові добувають також слюди, що йдуть, як і графіт, у великій кількості на експорт. Добувають монацит, який є джерелом солей рідких земель і торію; є багато родовищ гірського кришталю, а також берилу (1/50 частка світових покладів). Мадагаскар свого часу давав промислові кількості урану та радію. У невеликих кількостях добувають фосфорити, золото і вугілля (басейн Амбохібо). Виявлено родовища залізних руд.

### Сейсмічність
На східній околиці острова часто бувають землетруси.

### Вулканізм
На острові багато згаслих вулканів: Марумукутру (найвища вершина країни), Цяфаявона.

## Рельєф
Середні висоти — 615 м; найнижча точка — рівень вод Індійського океану (0 м); найвища точка — гора Марумукутру (2876 м). За особливостями рельєфу Мадагаскар поділяється на три паралельні смуги, що тягнуться з півночі на південь.
- Уздовж усього східного узбережжя чітко виражена вузька смуга низовин. На південь від Туамасіні простежується майже безперервний ланцюг лагун, сполучених між собою каналом Пангалан.
- На заході прибережна низовина ширша, а її перехід до гір менш чітко виражений.
- Між цими низовинами з півночі на південь простяглося розчленоване Внутрішнє нагір'я (Високе плато). Середні висоти нагір'я коливаються від 1200 до 1500 м. Північно-східніше за Антананаріву знаходиться озеро Алаутра, найбільше в межах нагір'я. Східний край нагір'я загалом підходить ближче до берега і піднятий набагато вище західного; він круто обривається до прибережної низовини. Хребти у водороздільній частині нагір'я тягнуться паралельно східному берегу, тоді як на заході вони нерідко орієнтовані з північного заходу на південний схід. У межах плато виділяють три гірські масиви:
  - північну, до складу якої входить гірський масив Царатанана із згаслим вулканом Марумукутру (2876 м, найвища точка острова);
  - середню, в центрі якої є вулканічний масив Анкаратра (до 2644 м заввишки, вершина Цяфаявона), масив привернений до південного заходу від Антананаріву;
  - південну частину (яка доходить до південно-східного узбережжя острова), масив Андрінгітра з вершиною Вухімехеті (1956 м).

Рельєф Мадагаскару
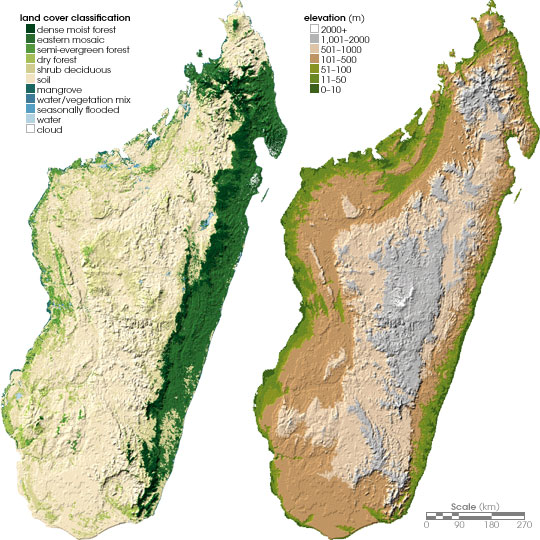
Рослинний світ (ліворуч) і топографічна мапа (праворуч)
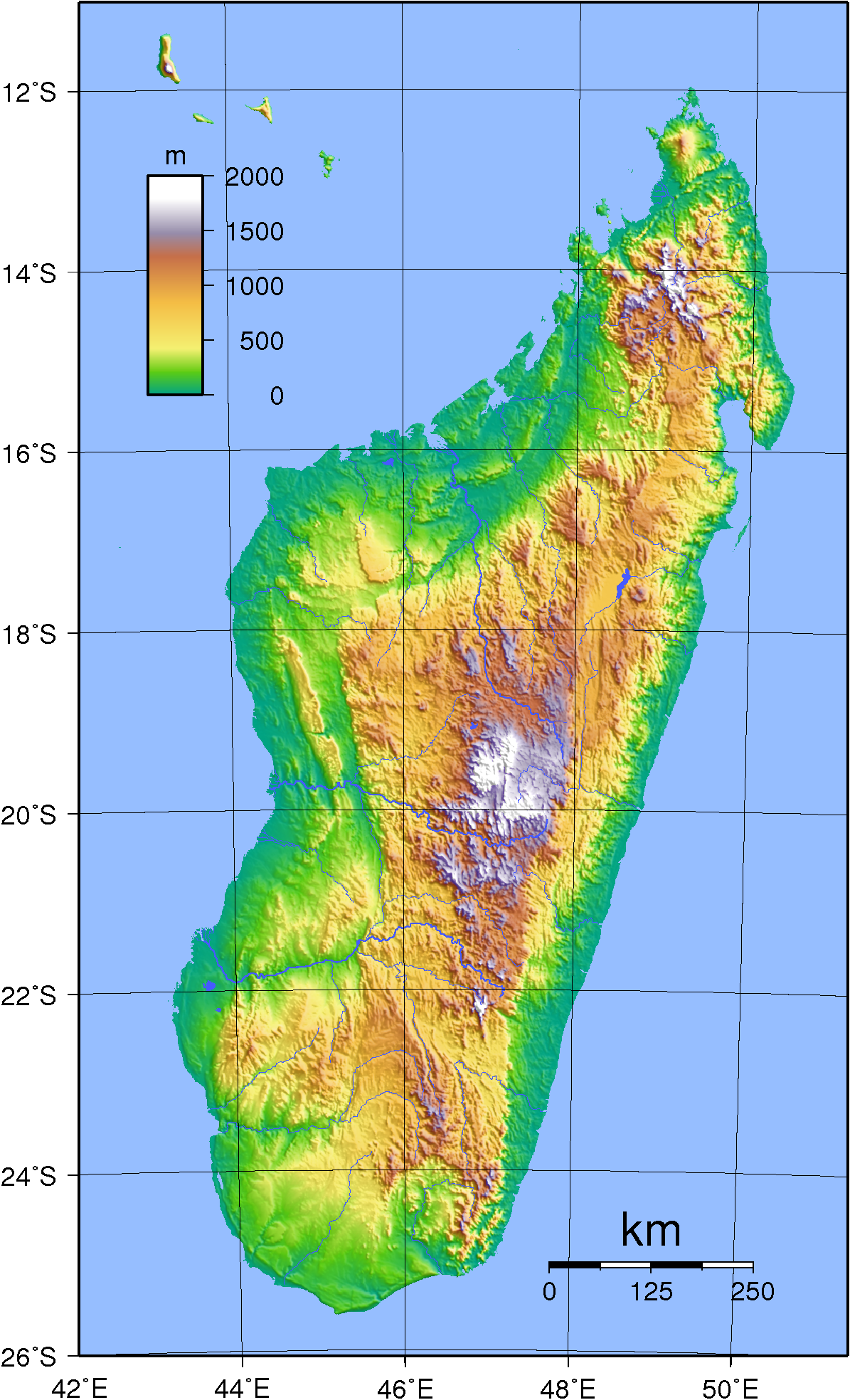
Рельєф Мадагаскару
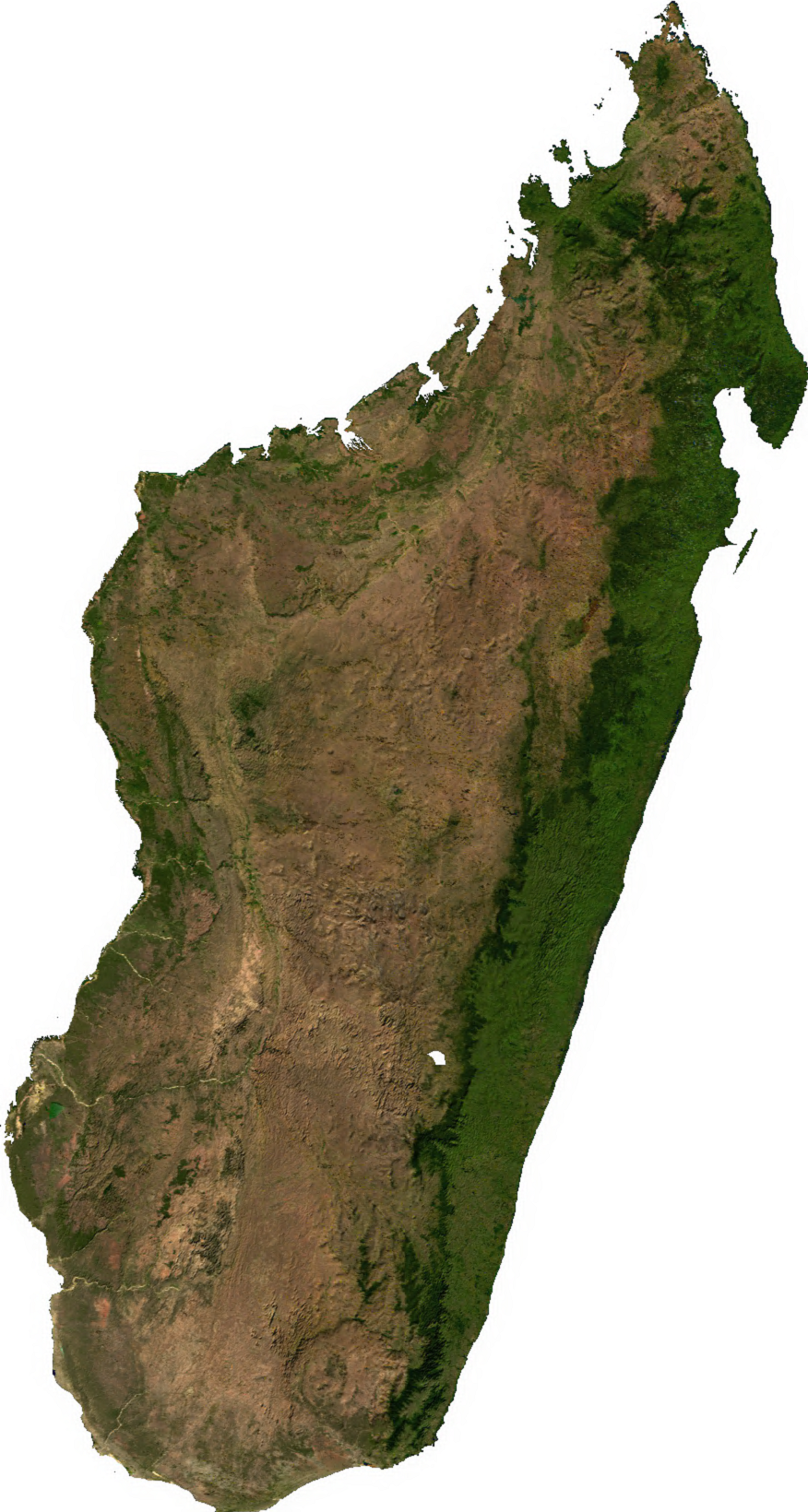
Супутниковий знімок поверхні країни
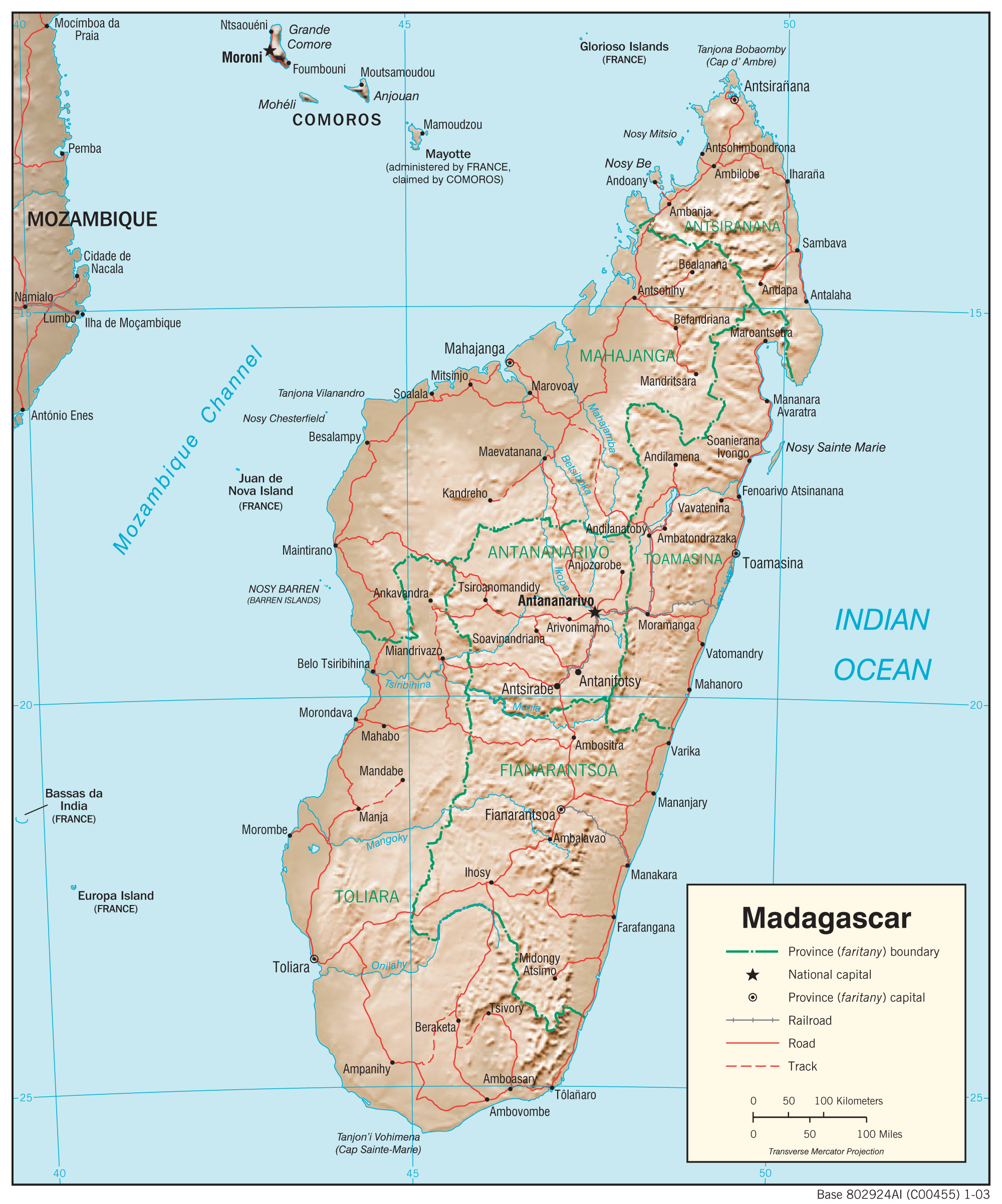
Карта країни (англ.)
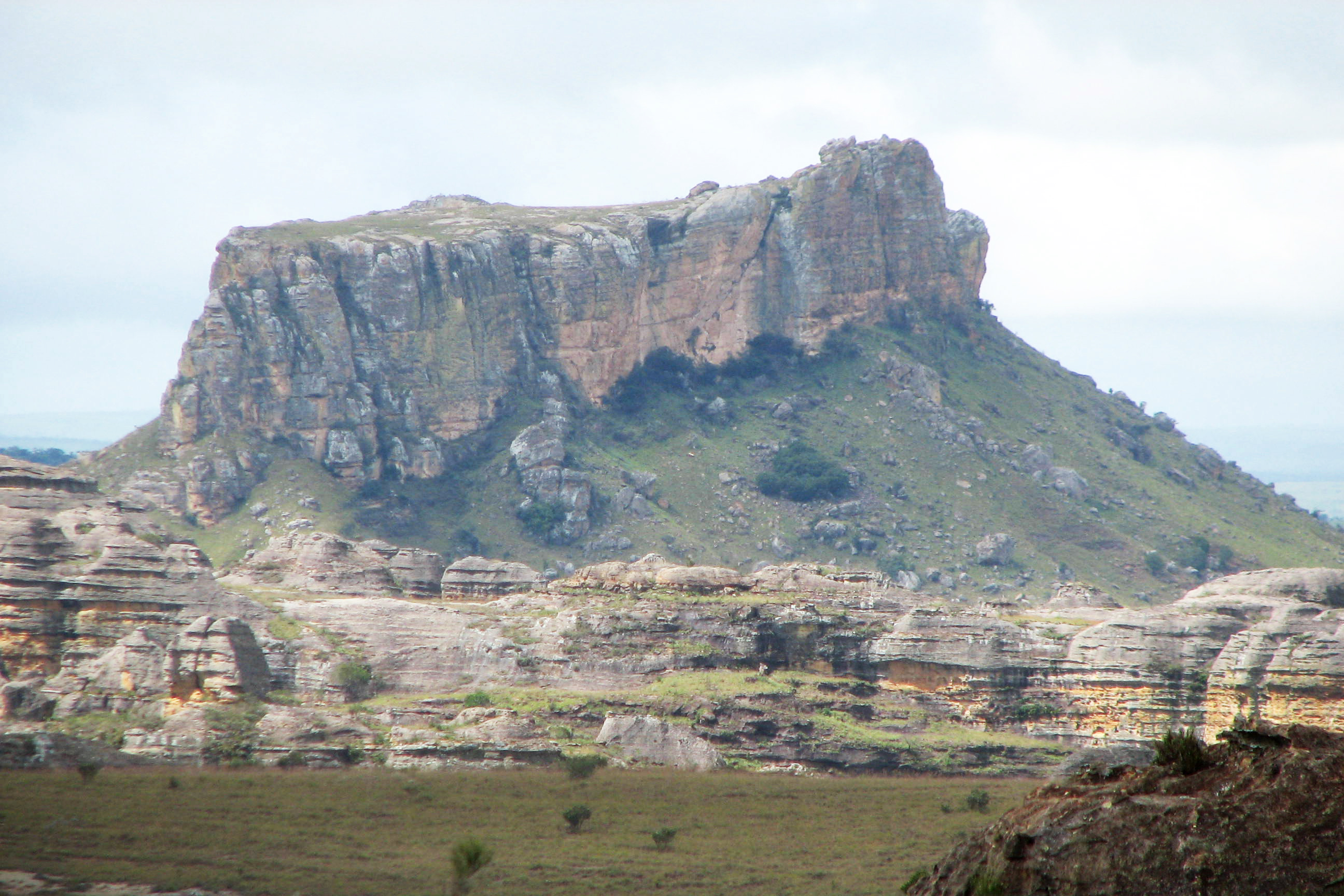
Останець у Національному парку Ісало

### Узбережжя
Більша частина східного узбережжя винятково прямолінійна. Ширина правобережної рівнини трохи більша 16 км. На південь від Таматаве вздовж піщаного узбережжя на 560 км простягся майже безперервний ланцюг лагун. Для сполучення лагун довелося прорити близько 48 км каналів.

## Клімат
Майже 9/10 Мадагаскару лежить на північ від південного тропіка. На його клімат впливає близькість моря і теплих течій, які омивають острів зі сходу і заходу. Територія півночі Мадагаскару лежить у субекваторіальному кліматичному поясі, півдня — у тропічному. Влітку переважають екваторіальні повітряні маси, взимку — тропічні. Влітку вітри дмуть від, а взимку до екватора. Сезонні амплітуди температури повітря незначні, зимовий період не набагато прохолодніший за літній. Віддаль від моря взимку може відмічатись сухий сезон. На півдні сезонний хід температури повітря чітко відстежується. Достатнє зволоження, у теплий сезон з океану надходять тропічні циклони.

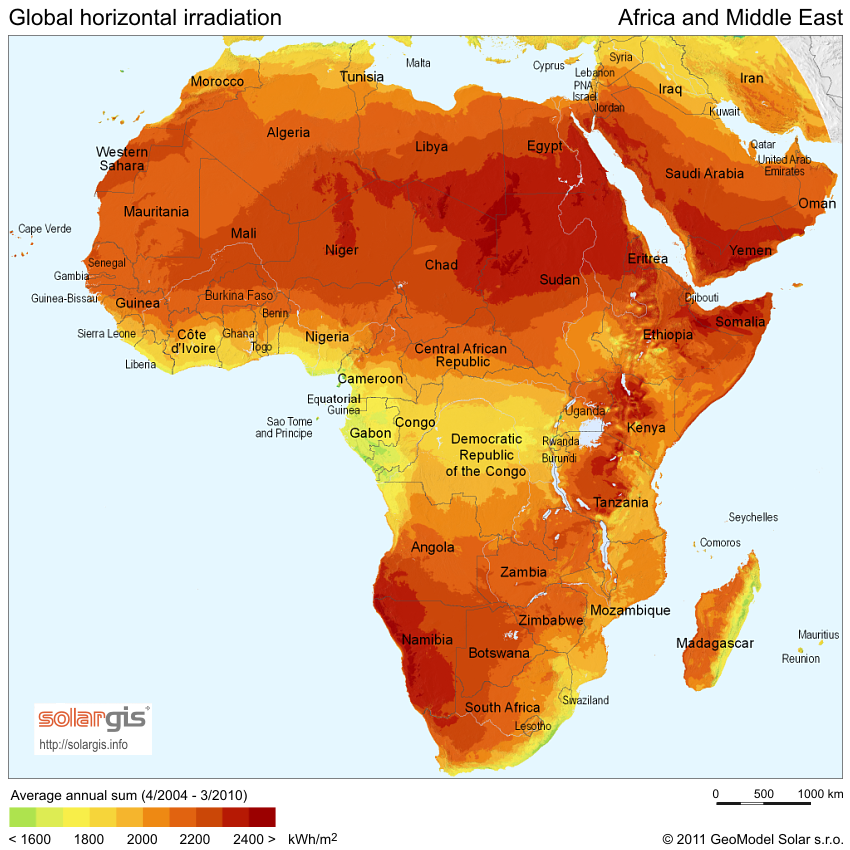
Сонячна радіація (англ.)
Кліматична карта Мадагаскару (за Кеппеном)
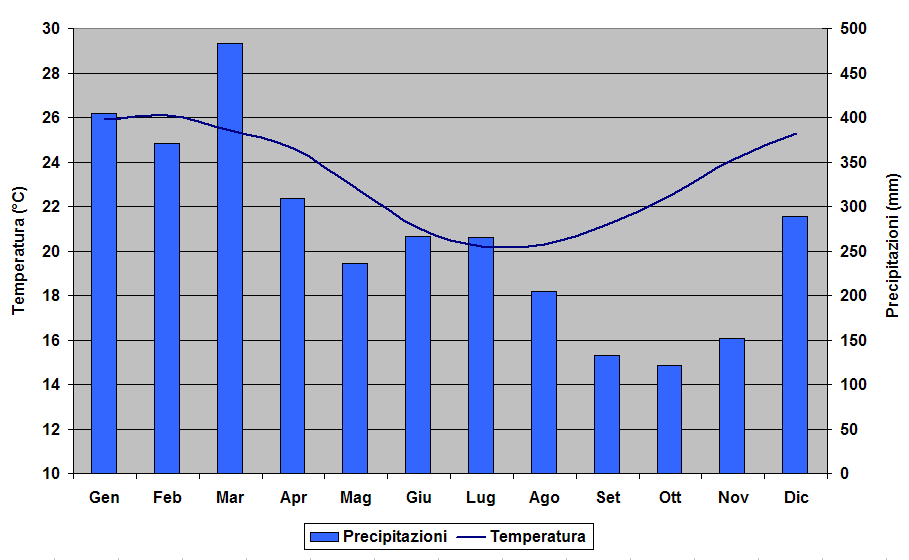
Кліматограма Тоамасіни

| Клімат Антананаріву     | Клімат Антананаріву | Клімат Антананаріву | Клімат Антананаріву | Клімат Антананаріву | Клімат Антананаріву | Клімат Антананаріву | Клімат Антананаріву | Клімат Антананаріву | Клімат Антананаріву | Клімат Антананаріву | Клімат Антананаріву | Клімат Антананаріву | Клімат Антананаріву |
| Показник                | Січ.                | Лют.                | Бер.                | Квіт.               | Трав.               | Черв.               | Лип.                | Серп.               | Вер.                | Жовт.               | Лист.               | Груд.               | Рік                 |
| Середня температура, °C | 19,2                | 19,5                | 18,9                | 17,9                | 15,5                | 13,1                | 12,6                | 13,4                | 15,3                | 17,6                | 18,9                | 18,9                | 16,6                |
| Норма опадів, мм        | 321                 | 267                 | 197                 | 59                  | 12                  | 7                   | 6                   | 10                  | 14                  | 74                  | 115                 | 289                 | 1371                |
| ----------------------- | ------------------- | ------------------- | ------------------- | ------------------- | ------------------- | ------------------- | ------------------- | ------------------- | ------------------- | ------------------- | ------------------- | ------------------- | ------------------- |
| Джерело:                |                     |                     |                     |                     |                     |                     |                     |                     |                     |                     |                     |                     |                     |

| Клімат Таматаве         | Клімат Таматаве | Клімат Таматаве | Клімат Таматаве | Клімат Таматаве | Клімат Таматаве | Клімат Таматаве | Клімат Таматаве | Клімат Таматаве | Клімат Таматаве | Клімат Таматаве | Клімат Таматаве | Клімат Таматаве | Клімат Таматаве |
| Показник                | Січ.            | Лют.            | Бер.            | Квіт.           | Трав.           | Черв.           | Лип.            | Серп.           | Вер.            | Жовт.           | Лист.           | Груд.           | Рік             |
| Середня температура, °C | 26,3            | 27,0            | 25,7            | 24,7            | 22,5            | 20,7            | 20,2            | 20,7            | 21,8            | 23,2            | 24,7            | 25,9            | 23,6            |
| Норма опадів, мм        | 285             | 340             | 472             | 346             | 224             | 247             | 253             | 166             | 142             | 124             | 107             | 228             | 2934            |
| ----------------------- | --------------- | --------------- | --------------- | --------------- | --------------- | --------------- | --------------- | --------------- | --------------- | --------------- | --------------- | --------------- | --------------- |
| Джерело:                |                 |                 |                 |                 |                 |                 |                 |                 |                 |                 |                 |                 |                 |

Мадагаскар перебуває під впливом південно-східних пасатів, які приносять велику кількість опадів плоскогір'ю та його східним схилам. Середньорічна температура в нижньому поясі досягає 23—26 °C, на нагір'ї 18 °C. Річна амплітуда температури рідко перевищує 5—6 °C. У східній частині Мадагаскару дощі випадають більш або менш рівномірно протягом року і у великій кількості (більше 3000 мм). Пасати виходять на західні схили нагір'я збідненими на вологу, тому там опадів лише трохи більше 1000 мм. У західній частині острова дощовий і сухий періоди різко розмежовані. Особливо сухий клімат південно-західної частини острова, де опадів близько 400 мм. Влітку південно-західну частину Мадагаскару обвівають паралельні берегові південні і південно-східні вітри, що й визначає виняткову сухість клімату.
Мадагаскар є членом Всесвітньої метеорологічної організації (WMO), в країні ведуться систематичні спостереження за погодою.

## Внутрішні води
Загальні запаси відновлюваних водних ресурсів (ґрунтові і поверхневі прісні води) становлять 337 км³. Центральним плато проходить головний вододіл острова; на схід стікають численні короткі гірські і бистрі річки. Річки, що течуть на захід, до Мозамбіцької протоки, у верхній течії мають багато водоспадів, а у нижній вони придатні для судноплавства, протікають по західних рівнинах острова і відкладають тут пісок та мул, утворюючи великі родючі алювіальні простори.

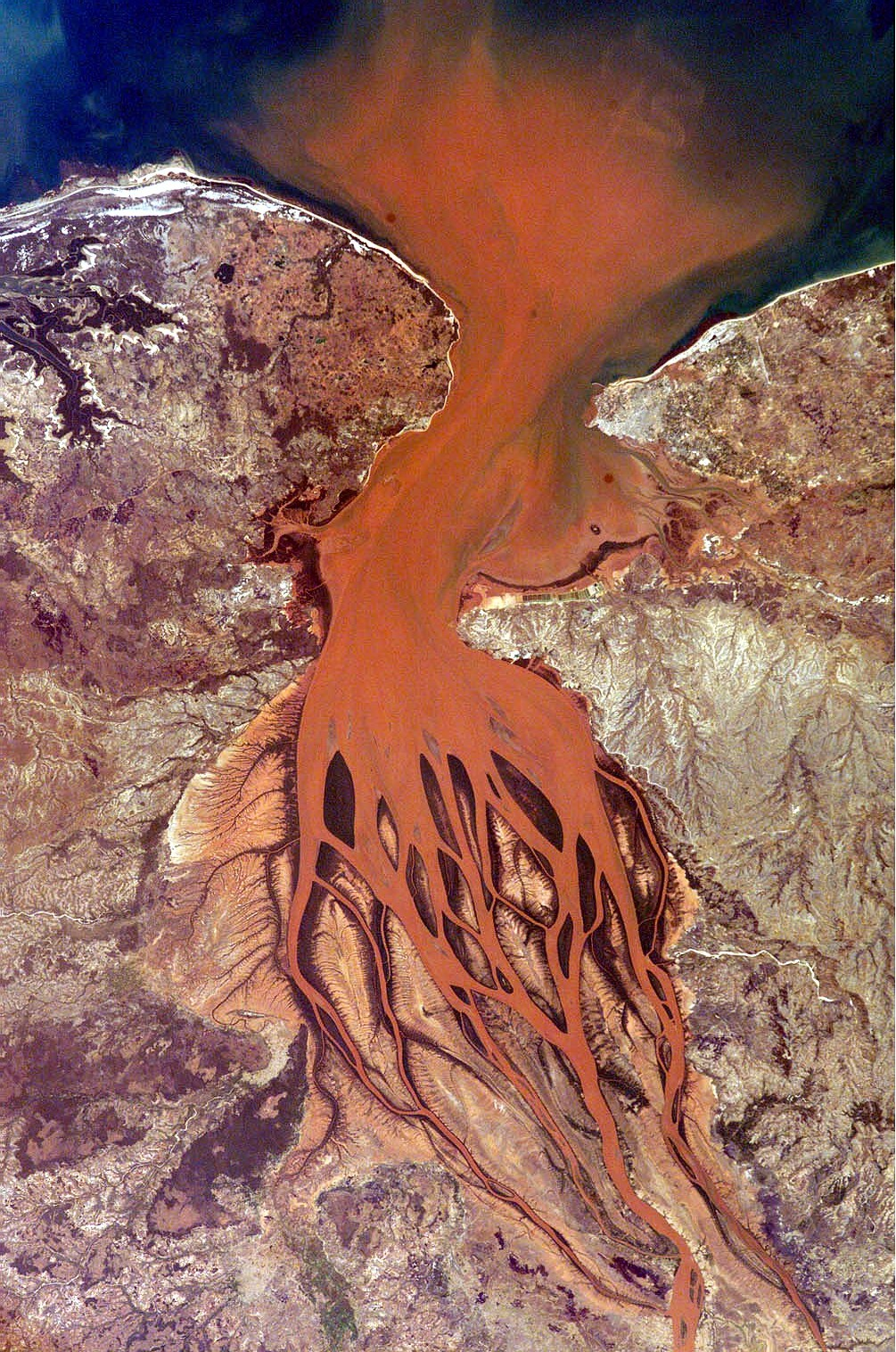
Гирло Бецибоки
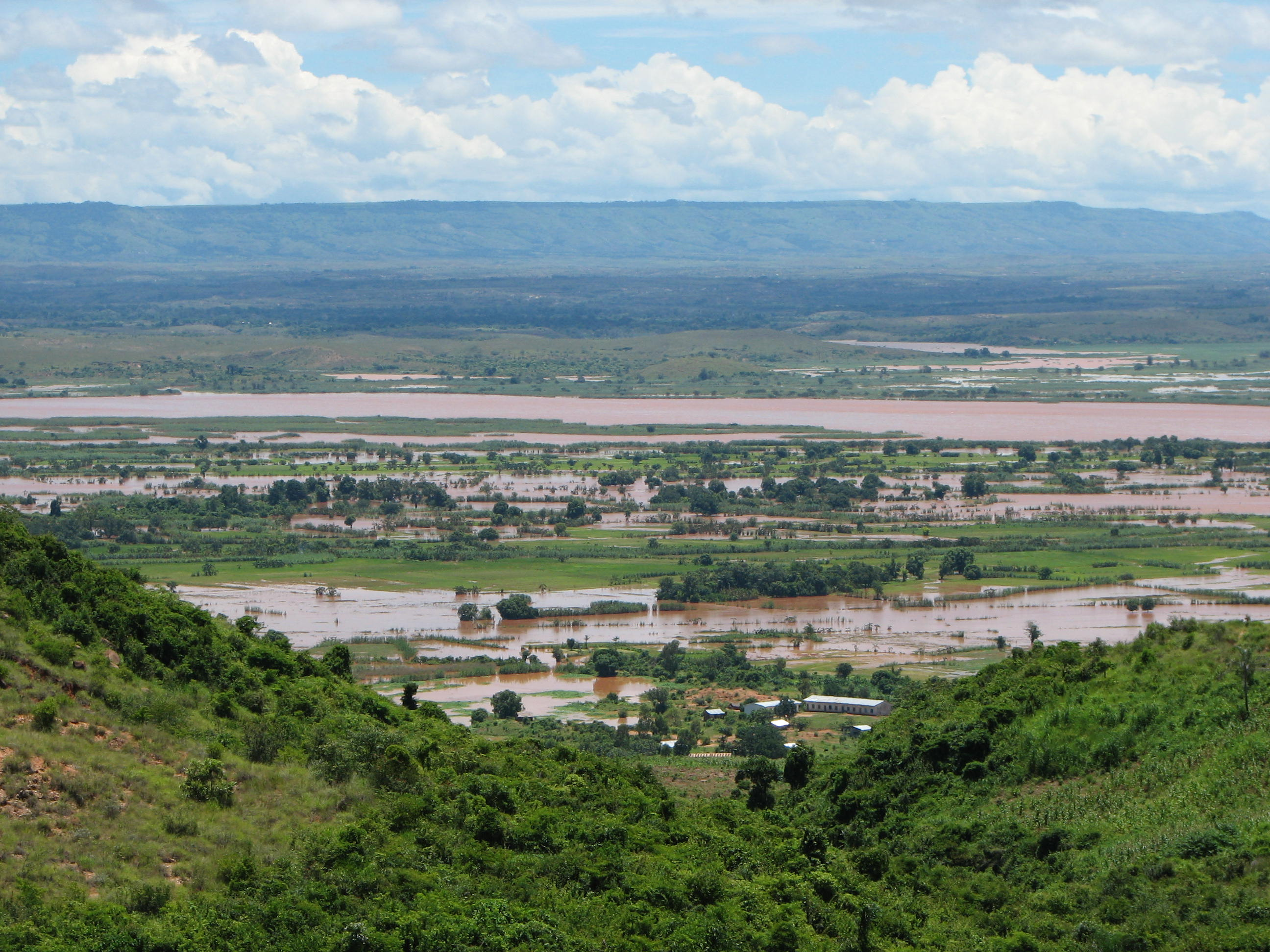
Річка Маджагіло
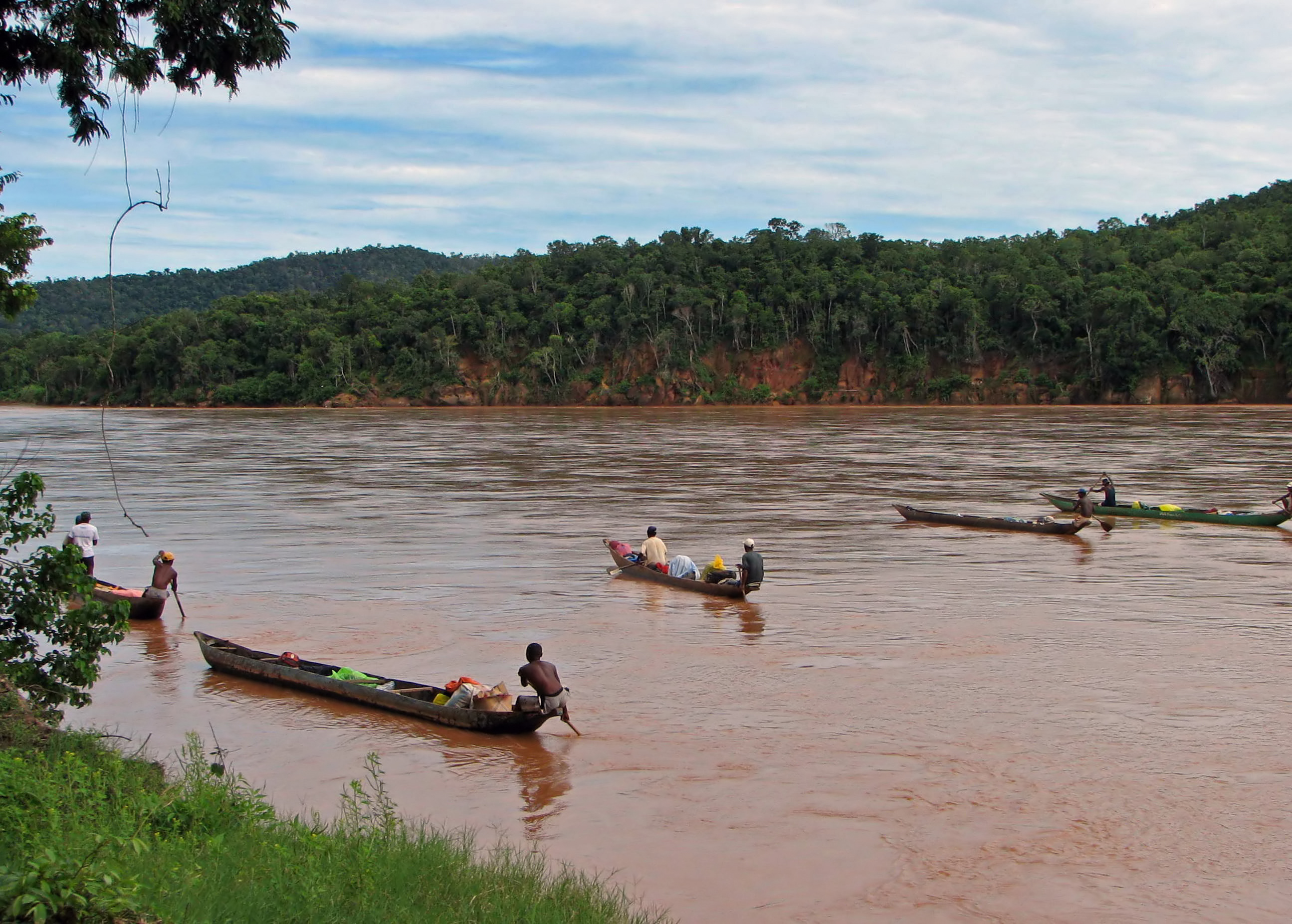
Річка Цирибіхіна
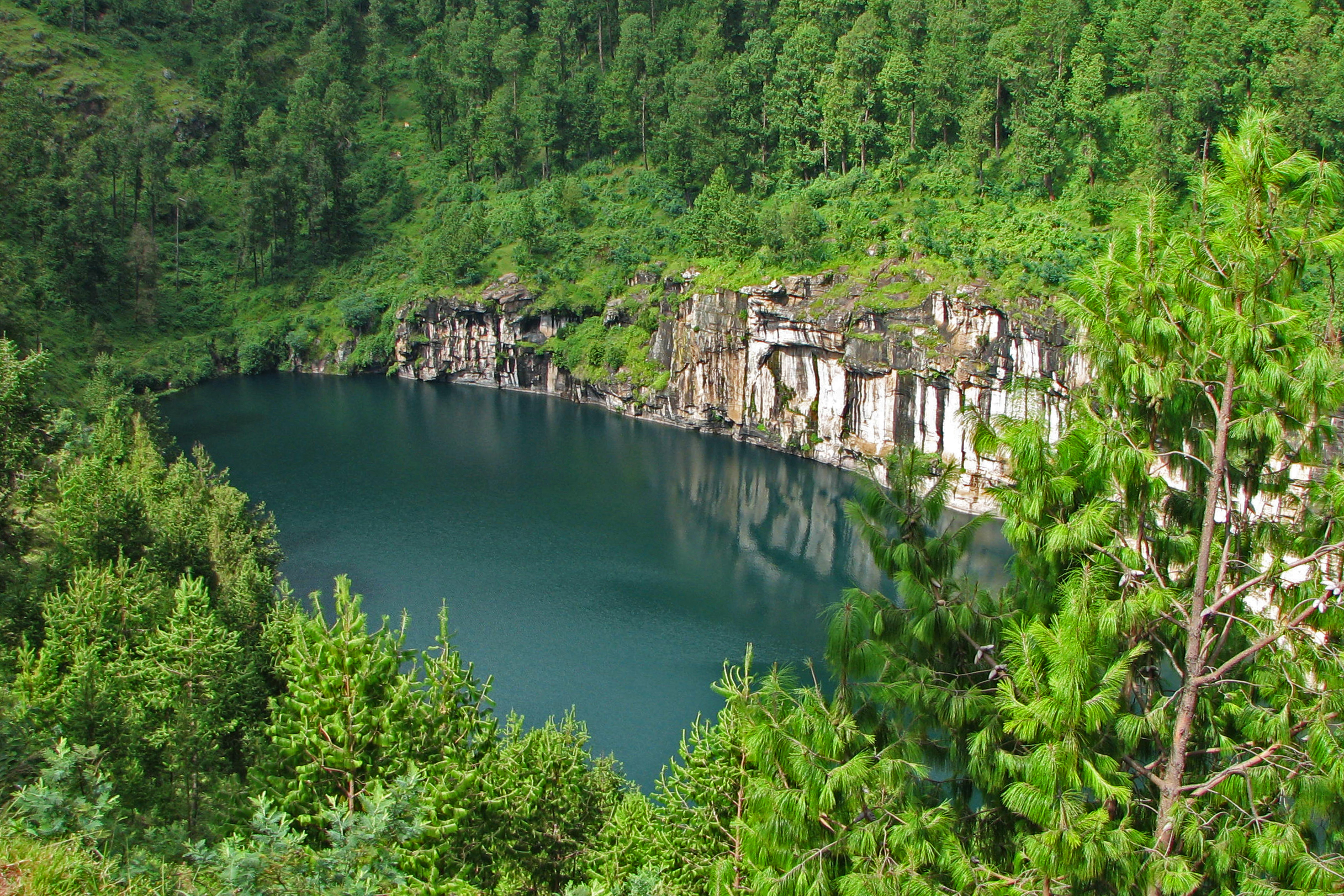
Озеро Тритіва

Станом на 2012 рік в країні налічувалось 10,86 тис. км² зрошуваних земель.

### Річки
Річки країни належать басейну Індійського океану. Найзначніші річки: Бецибока, Цірібіхіна, Мангокі, Суфіа, Махадзамба, Махававі, Манамбулу, Унілахі. Гирла річок звичайно блокуються піщаними мілинами. Річки крайнього південного заходу відзначаються аридним режимом.

### Озера
На Мадагаскарі є кілька типів озер:
- приморські озера-лагуни з солонуватою водою (вздовж східного берега острова);
- незначні озера в долинах великих річок західної частини острова;
- озера на знижених ділянках хвилястої поверхні плато (найбільше з них — озеро Алаотра — 900 км²).

## Ґрунти
Латеритні ґрунти займають на острові великі простори; вони зустрічаються центральною височиною і по низовинних частинах східних схилів. На підвищених частинах східних схилів, де збереглися лісові масиви, розвинуті гірсько-лісові червоноземи, а біля підніжжя західних схилів — червоноземи, тобто недосить латеризовані піщано-глинисті ґрунти. У південній частині височини зустрічаються червоноземи субтропічних областей. Ґрунти вапняного плато західного схилу належать до terra rossa. Зустрічаються також ґрунти на вулканічних відкладах і на сучасному алювії; вони найродючіші. На аридних південно-західних просторах розвинуті світлобурі ґрунти пустинно-степових областей, які у краще зрошуваних районах переходять у каштанові.

## Рослинність
Флора західної частини Мадагаскару споріднена з флорою Африканського материка, з яким Мадагаскар колись був пов'язаний суходолом. Флора східної частини острова з тієї ж причини споріднена з флорою Індії. У крейдяному періоді існував зв'язок Мадагаскару з Америкою, що підтверджується наявністю дерева мандрівника (Равенала мадагаскарська), близького до південноамериканського (Ravenala guyanensis). Крім дерева мандрівника і дуже цікавої орхідеї (Angraecum sesquipedale), варта уваги ще водяна рослина увірандра (Aponogeton fenestralis) з сітчасто продірявленим листям. На острові налічується 500 видів папоротей, половина яких — ендеміки.
Вологі тропічні ліси колись займали близько 1/8 частини острова, переважно східне узбережжя. Тепер вони майже зведені швидко зростаючим населенням острова. До складу лісів входять також цінні породи дерев (палісандрове та ебенове). Рослинність південно-західної окраїни острова має ксерофітний характер. 7/8 поверхні острова займає змінений (вторинний) рослинний покрив, представлений переважно формацією луків. Луки являють собою кінцеву стадію деградації природно-рослинного покриву після періодичних пожеж. Ділянка, на якій ліс випалений для вирощування культурних рослин, називається «таві». Коли з «таві» зібрали один урожай, виснажену ділянку залишають, і на ній розвивається особлива формація — «савока», яка складається з невеликого числа видів деревовидних кущів (Равенала мадагаскарська, Psinda dodoneaefolia, бамбук тощо). Після випалювання савоки на ділянках ростуть лише трави, представлені переважно злаками, які після зниження їх наземної частини відновлюються без засівання.

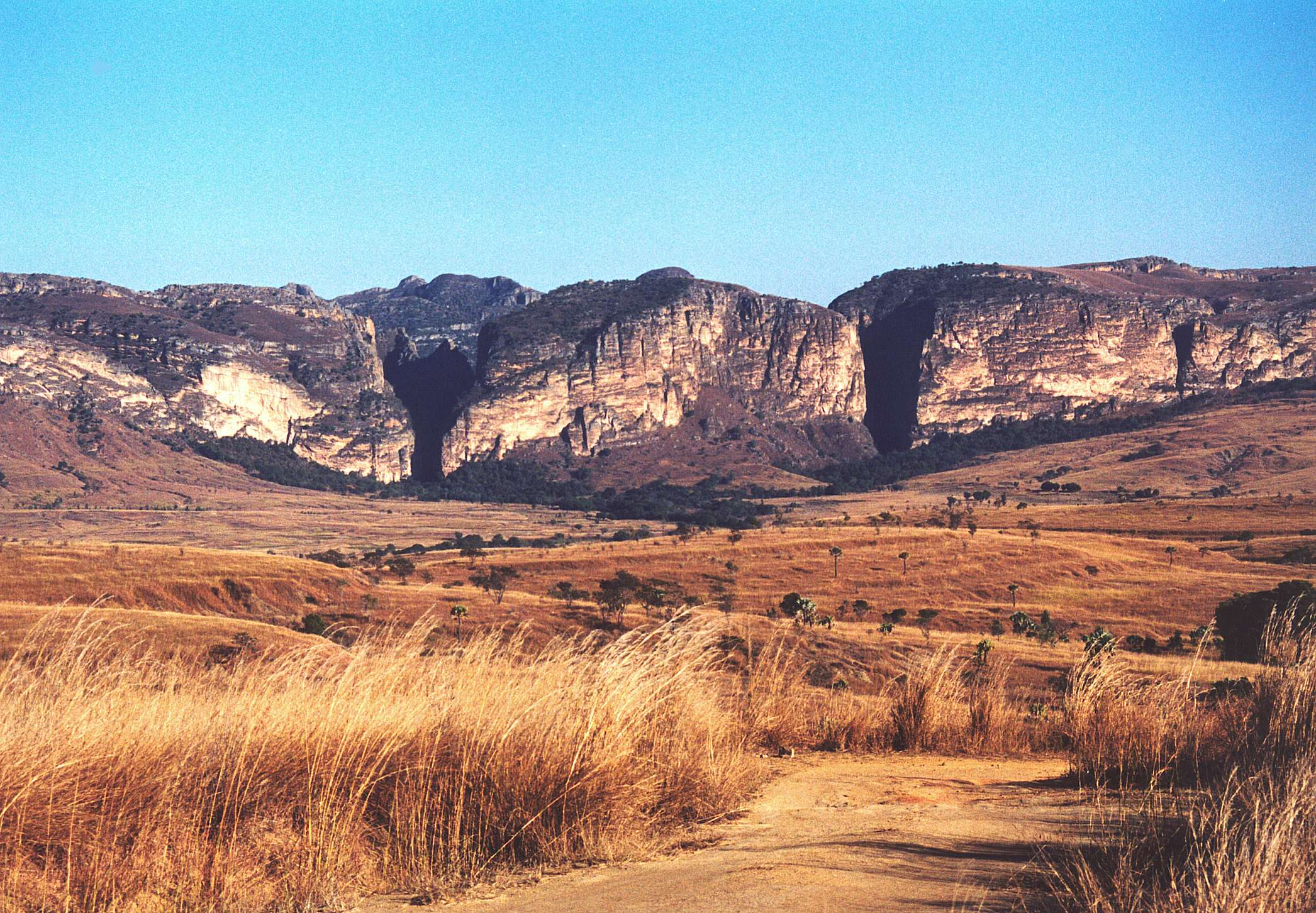
Саванова рослинність західної частини острова
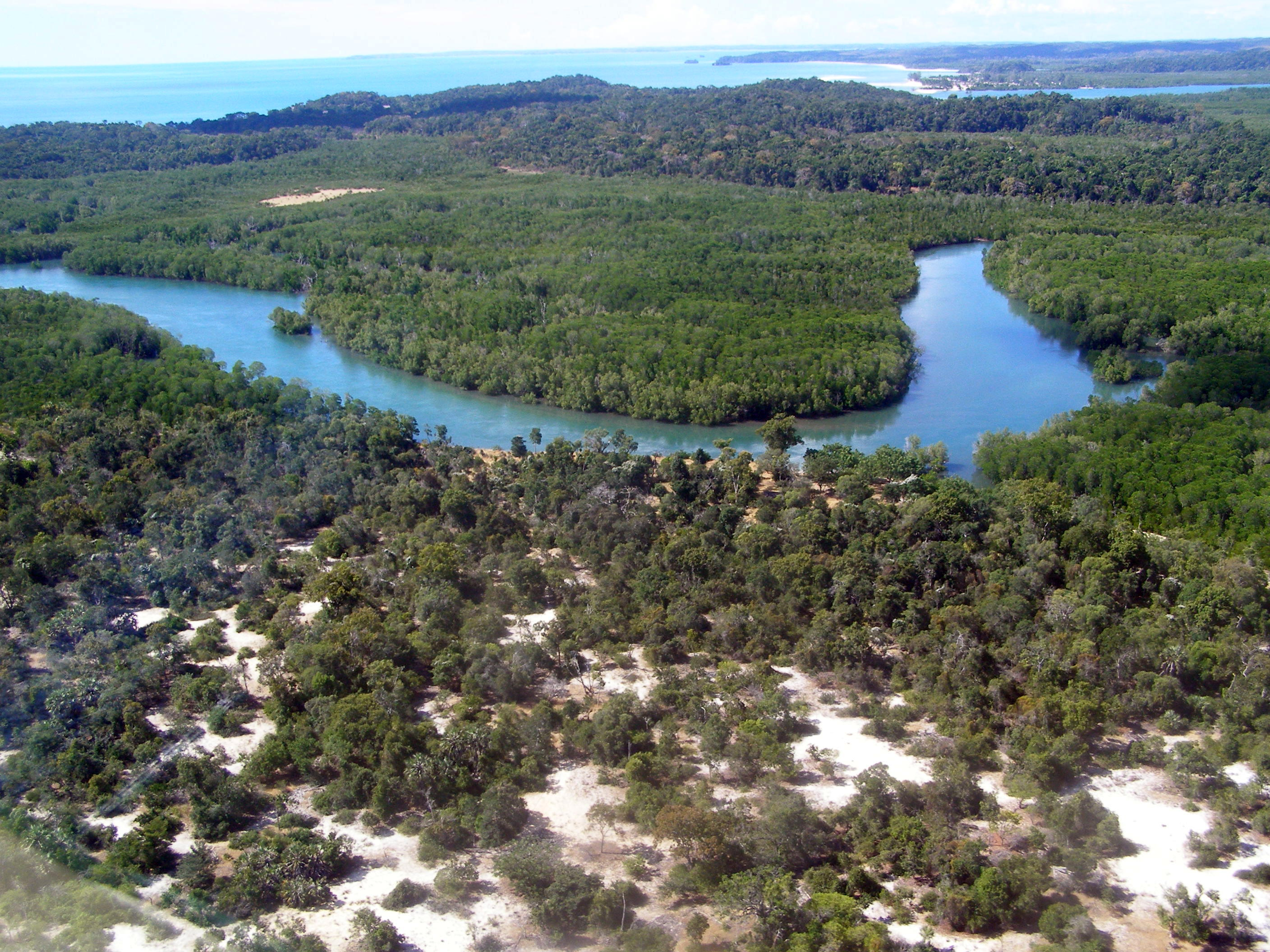
Листопадні ліси північного заходу
Вологі тропічні ліси сходу
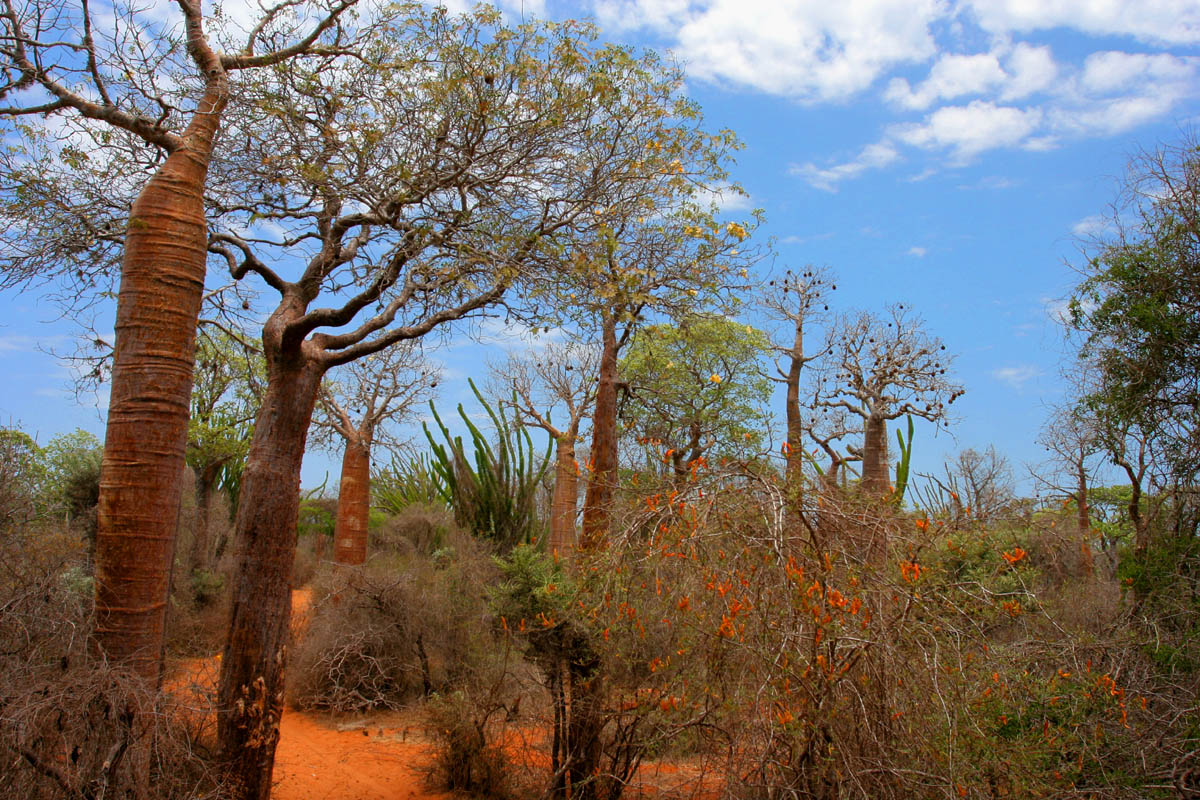
Ксерофітні колючі ліси півдня
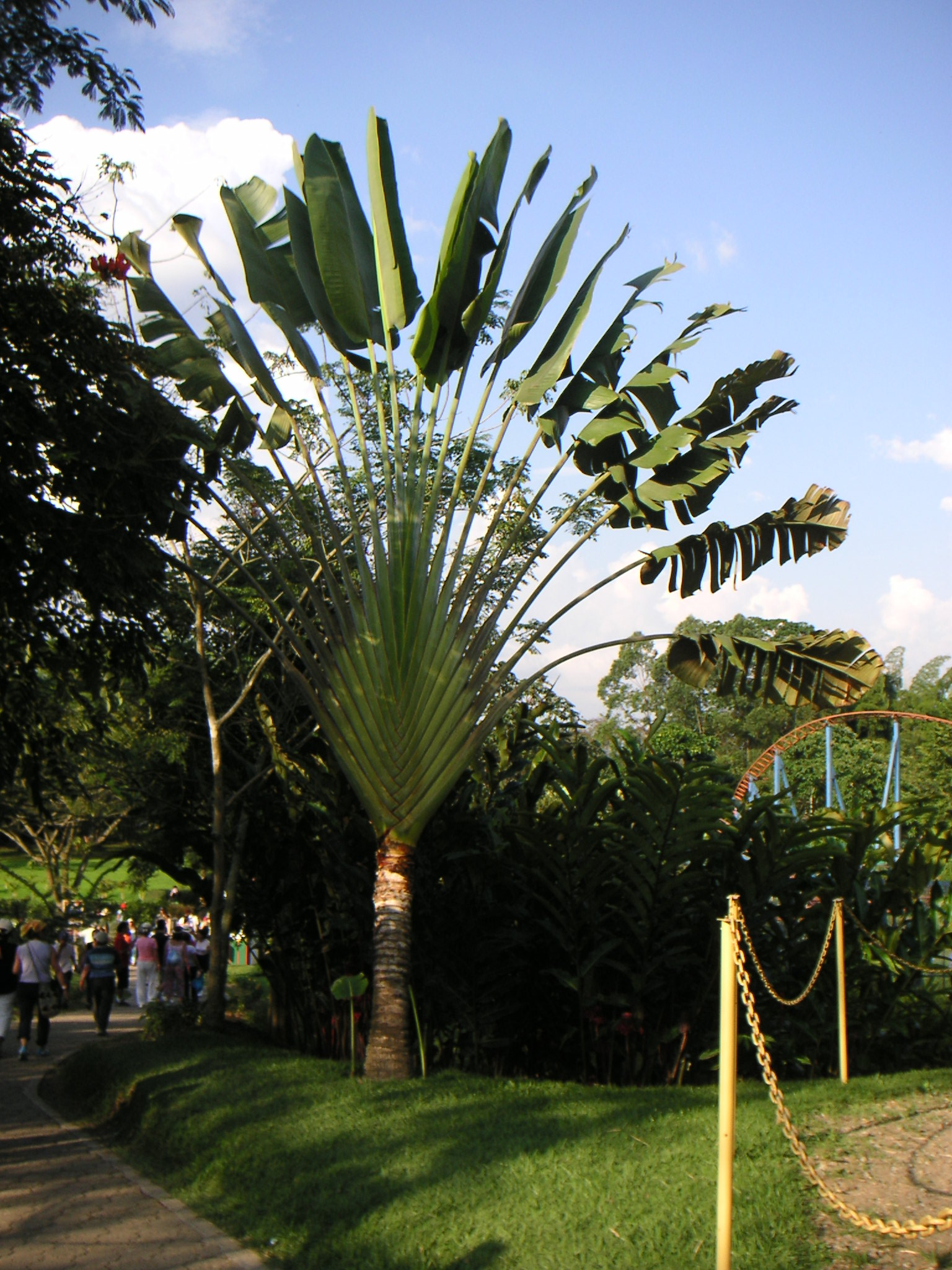
Дерево мандрівника — візитівка Мадагаскару

Земельні ресурси Мадагаскару (оцінка 2011 року):
- придатні для сільськогосподарського обробітку землі — 71,1 %,
  - орні землі — 6 %,
  - багаторічні насадження — 1 %,
  - землі, що постійно використовуються під пасовища — 64,1 %;
- землі, зайняті лісами і чагарниками — 21,5 %;
- інше — 7,4 %[1].

## Тваринний світ
Зоогеографічно територія країни належить до Мадагаскарської підобласті Ефіопської області. Фауна Мадагаскару має острівний характер і дуже своєрідна. Звідси поширилися щетиністі їжаки, або тенреки (Cententidae), та лемури. Тенреки, належать до найпримітивніших комахоїдних, тобто є найпримітивнішими з усіх сучасних плацентарних. Серед тенреків, яких налічують 10 родів і більше 20 видів, зустрічаються різноманітні групи: наземні, риючі і напівводні тварини. Звичайний тенрек найбільший з усіх комахоїдних — понад 40 см завдовжки. З комахоїдних, крім тенреків, присутні землерийки, які належать до дуже поширеного роду. Ендемічні також лемури, які дуже поширені на острові і представлені двома родинами: 35 видів належать до родини справжніх лемурів (Lemuridae), з яких варто згадати індрі (до 60 см завдовжки), катта, варі, карликового лемура тощо; до монофілетичної родини лемурів (Chiromyidae) належить руконіжка, або ай-ай (Chiromis madagascarensis). Найбільшим з хижаків на острові є дуже своєрідна тварина фоса (Cryptoprocta ferox). Порівняно численні вівери. Різко острівний характер фауни Мадагаскару підтверджується відсутністю копитних, таких поширених на континенті Африки; є лише один представник копитних — ендемічний вид чагарникової свині (Potamochoerus larvatus) — «ламбу». Численні кажани, але фауна їх нічим особливим не виділяється. На острові зустрічаються летючі собаки, що належать до індо-полінезійського роду Pteropus.

Ендеміки Мадагаскару
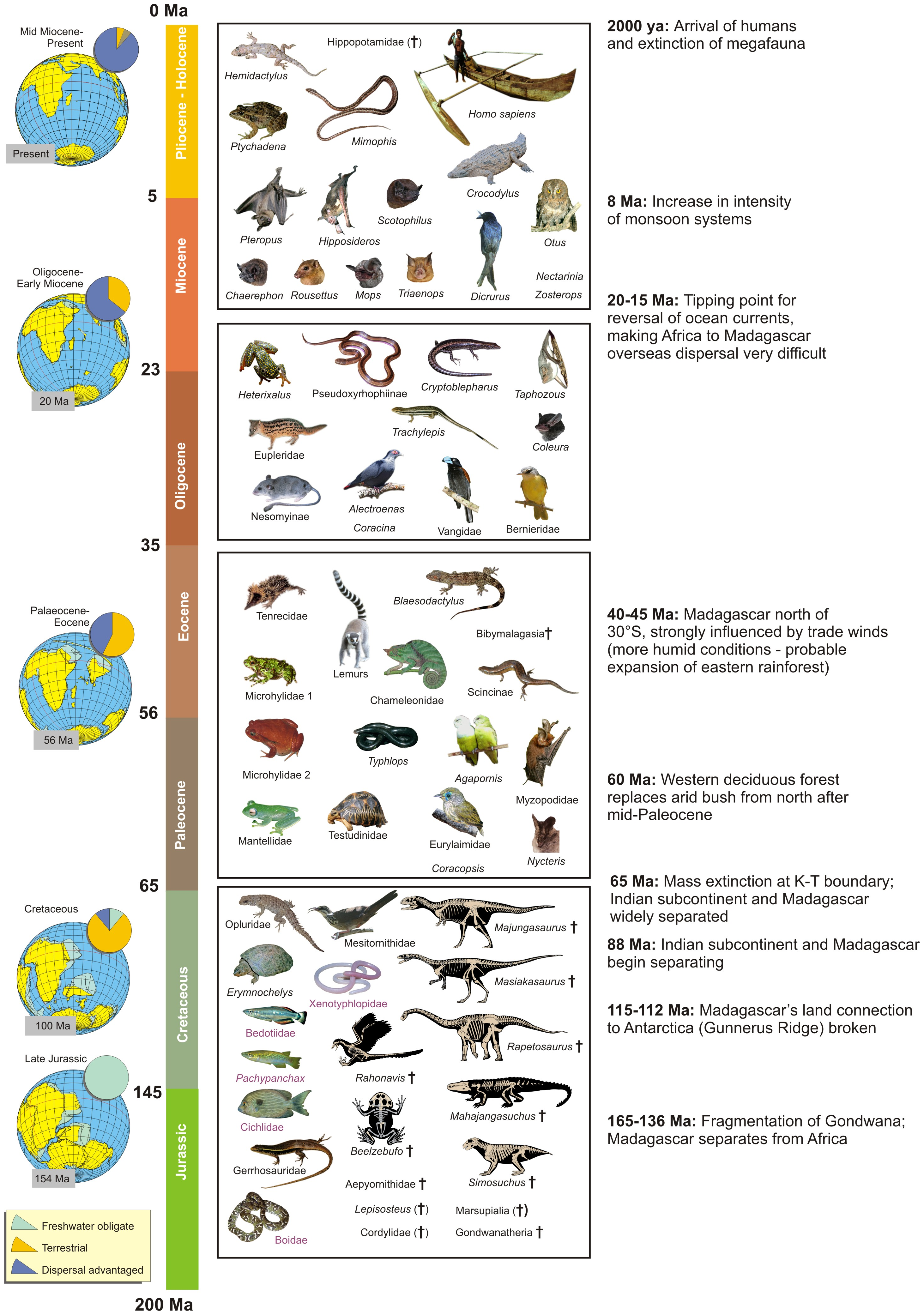
Еволюція фауни країни (англ.)
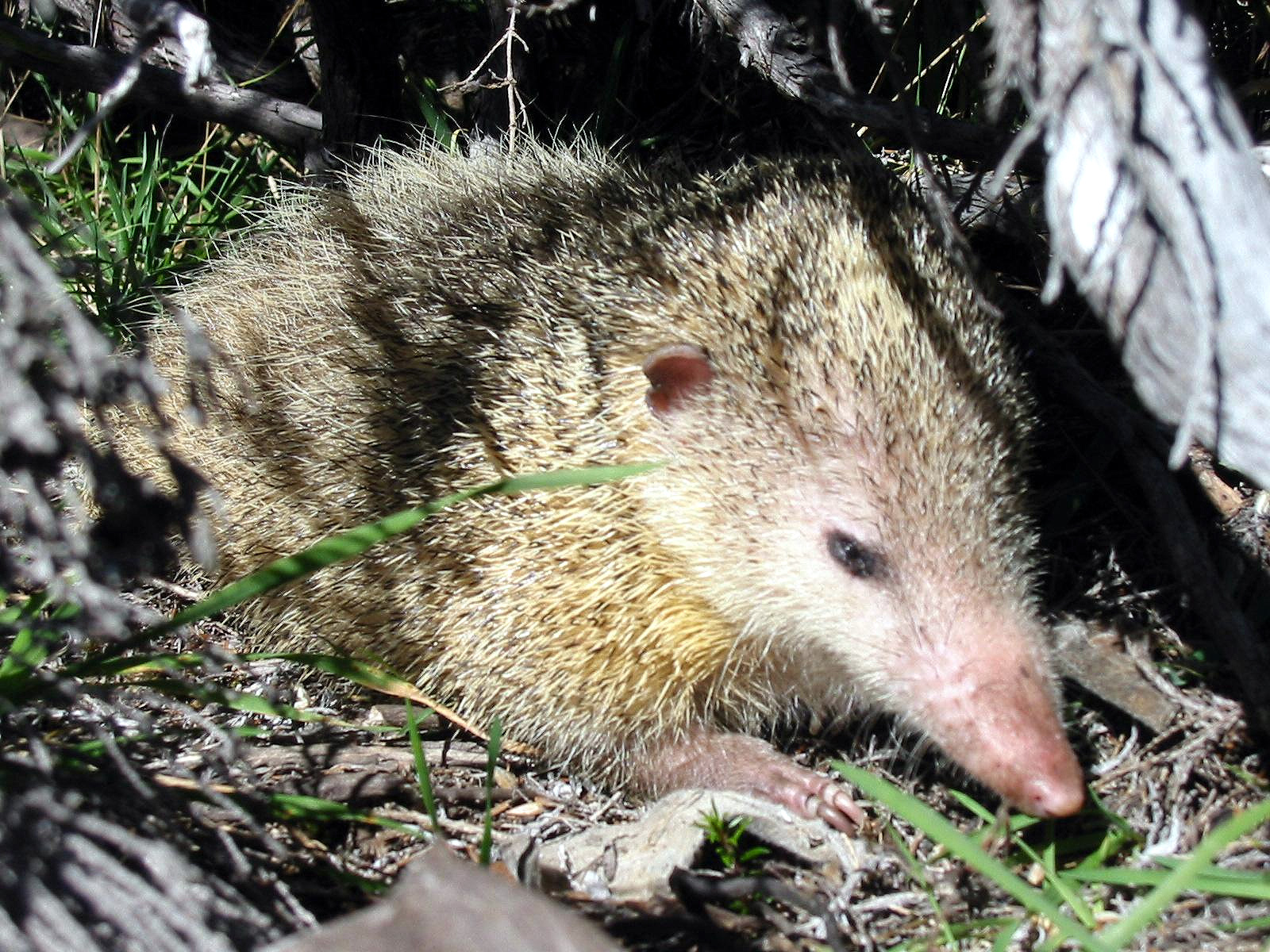
Тенрек
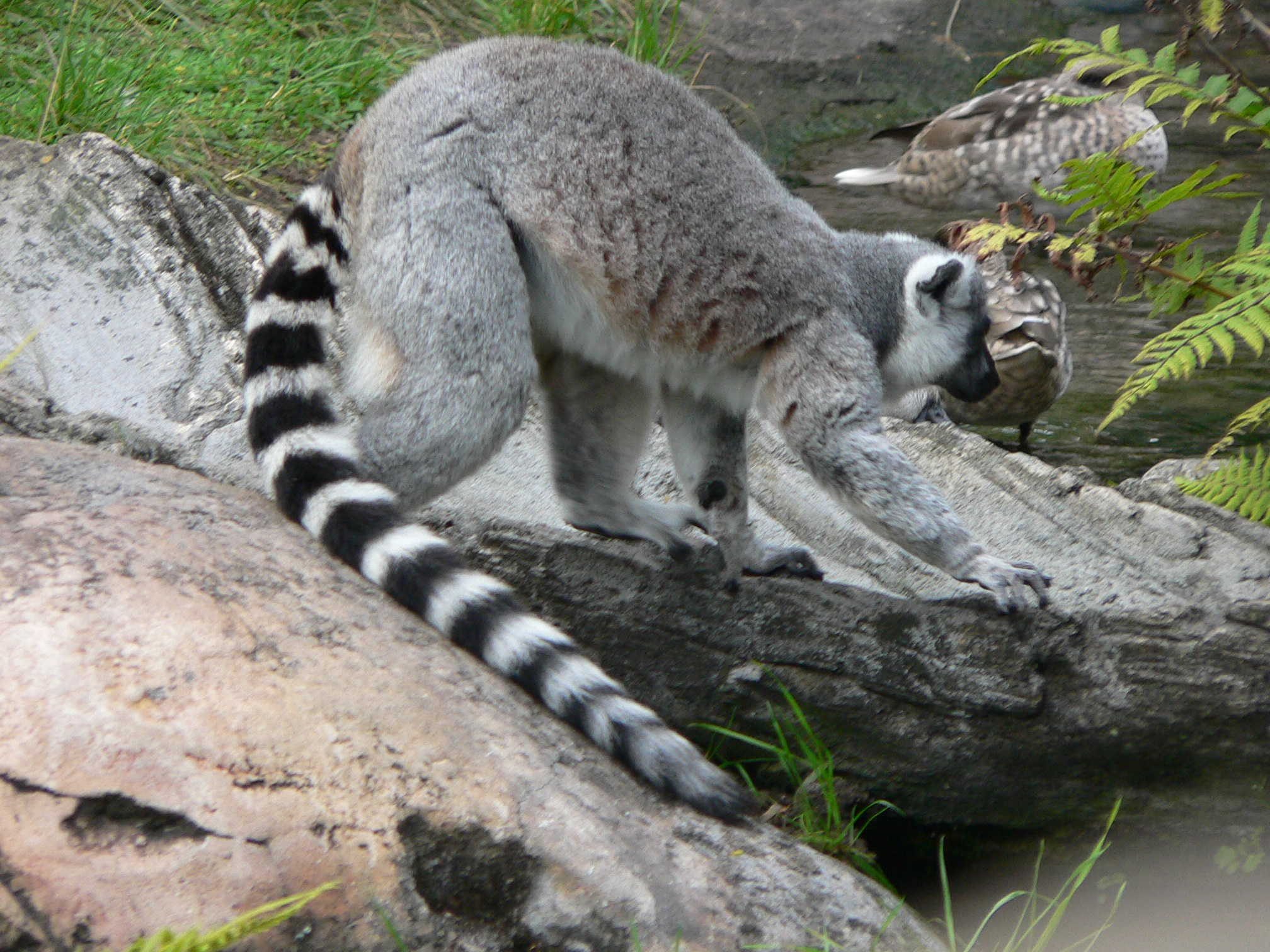
Котячий лемур (Lemur catta)
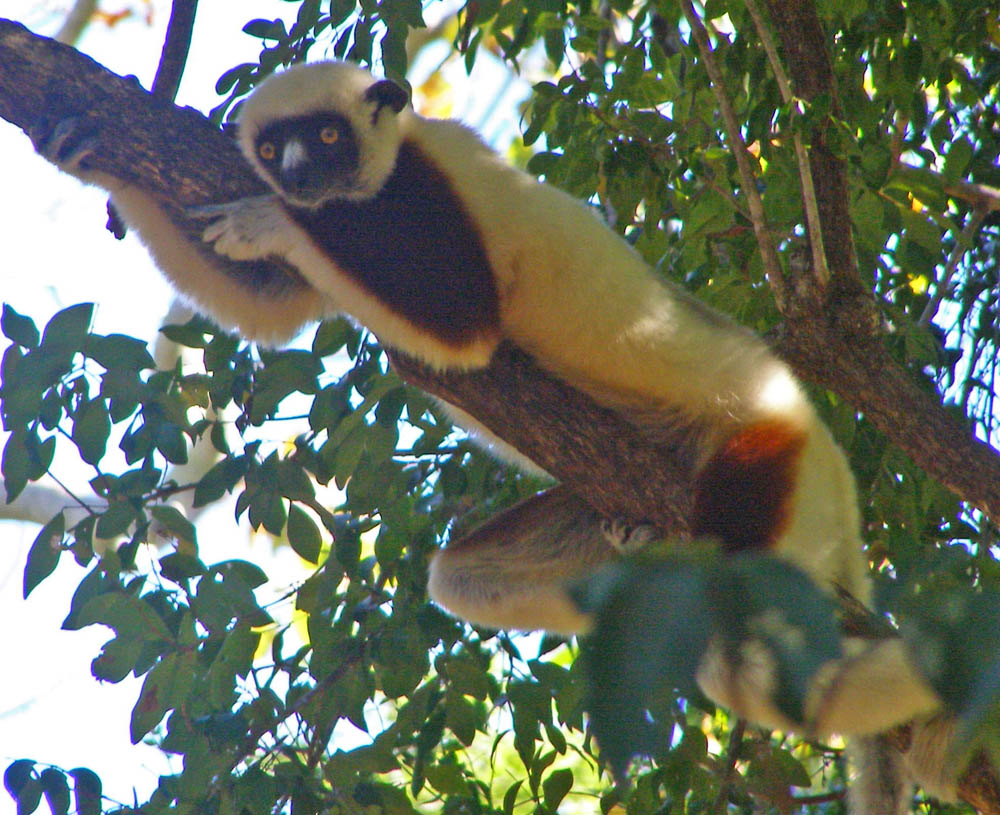
Сіфака (Propithecus coquereli)
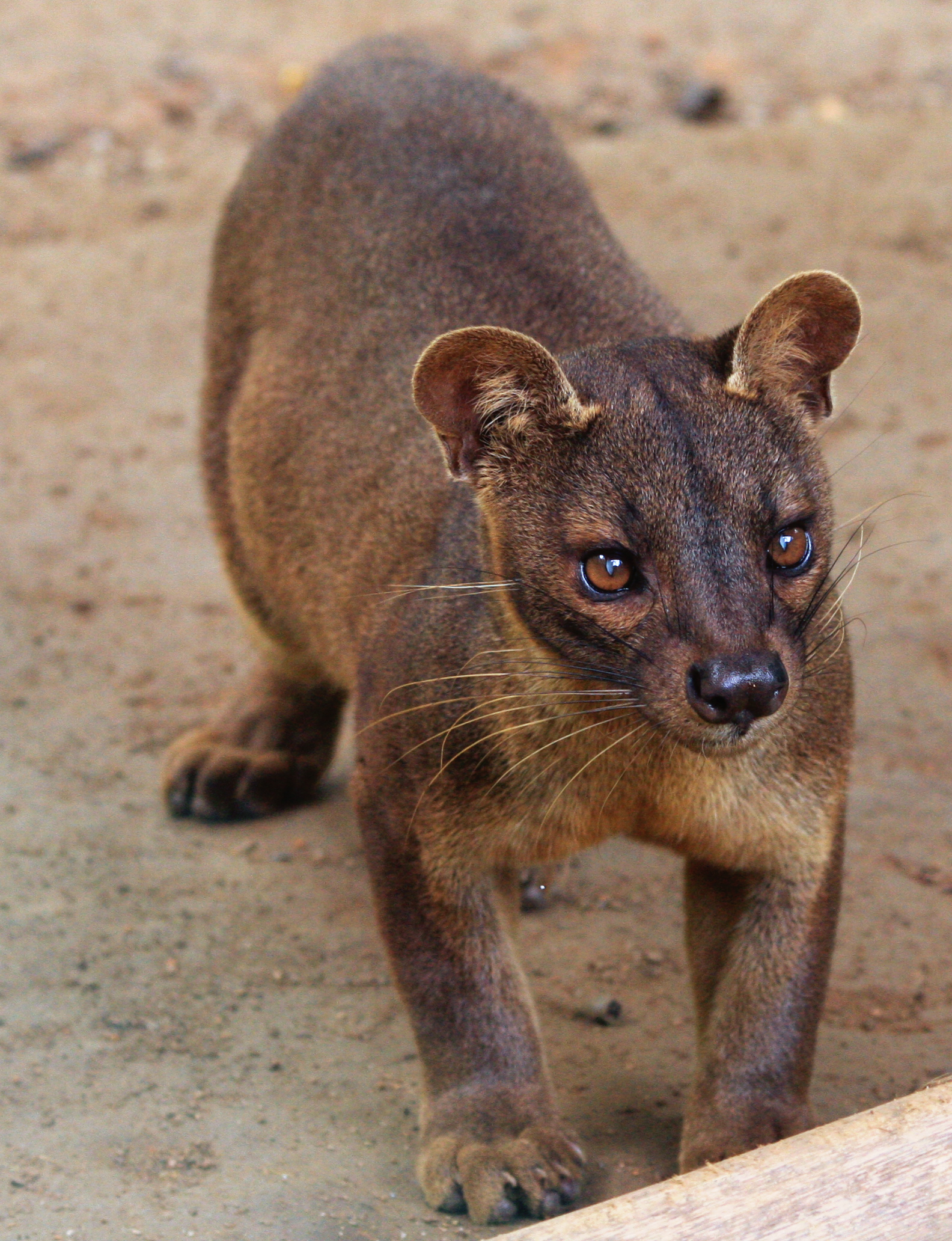
Фоса (Cryptoprocta ferox)
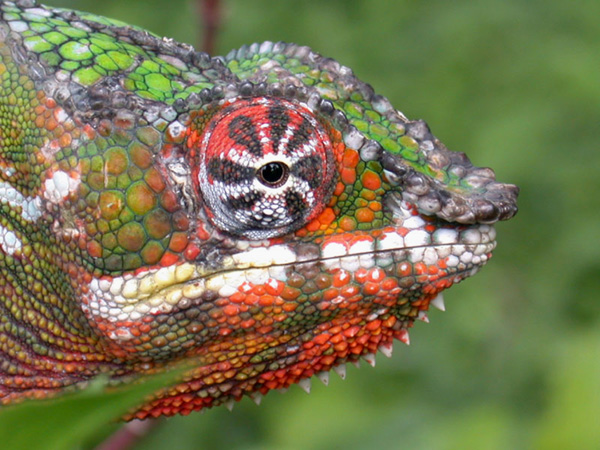
Хамелеон пантеровий (Furcifer pardalis)
Ванга (Vanga curvirostris)

Орнітофауна Мадагаскару дуже своєрідна і налічує близько 50 % ендемічних видів. До ендеміків належить родина вангових (Vangidae) з горобиних, а також пастушкові куріпки (Mesites), близькі до сонячних чапель Південної Америки і кагу Нової Зеландії. Зовсім недавно вимер гігантський безкільовий птах епіорніс (Aepyornithidae), кістки якого знаходять разом з рушничними кременями, введеними в ужиток на острові арабами.
Фауна плазунів не дуже багата (нема отруйних змій і справжніх ящірок). Проте численними є хамелеони, гекони, черепахи; є й крокодили. Винятковий інтерес становлять ігуани і справжні удави — вузькочеревний (Corallus) та справжній (Boa), які зустрічаються в Південній Америці.
Фауна земноводних на Мадагаскарі бідна; тут нема хвостатих і безногих, а також жаб. Типові для острова безхвості земноводні — німі, вузькороті та веслоногі жаби, які живуть на деревах або кущах.
Іхтіофауна країни небагата; численними є бички (6—7 видів).
Серед метеликів, у цілому схожих з африканськими, зустрічаються великі і розкішно забарвлені (сатурнія комета).

## Охорона природи
Мадагаскар є учасником ряду міжнародних угод з охорони навколишнього середовища:
- Конвенції про біологічне різноманіття (CBD),
- Рамкової конвенції ООН про зміну клімату (UNFCCC),
- Кіотського протоколу до Рамкової конвенції,
- Конвенції ООН про боротьбу з опустелюванням (UNCCD),
- Конвенції про міжнародну торгівлю видами дикої фауни і флори, що перебувають під загрозою зникнення (CITES),
- Базельської конвенції протидії транскордонному переміщенню небезпечних відходів,
- Конвенції з міжнародного морського права,
- Конвенції з охорони морських живих ресурсів,
- Монреальського протоколу з охорони озонового шару,
- Міжнародної конвенції запобігання забрудненню з суден (MARPOL),
- Рамсарської конвенції із захисту водно-болотних угідь[12].

## Стихійні лиха та екологічні проблеми
На території країни спостерігаються небезпечні природні явища і стихійні лиха: періодичні тропічні циклони; посухи; нашестя сарани; вулканічна активність на острові в його нетривалу історичну епоху (до 1 тис. років) не зафіксована.

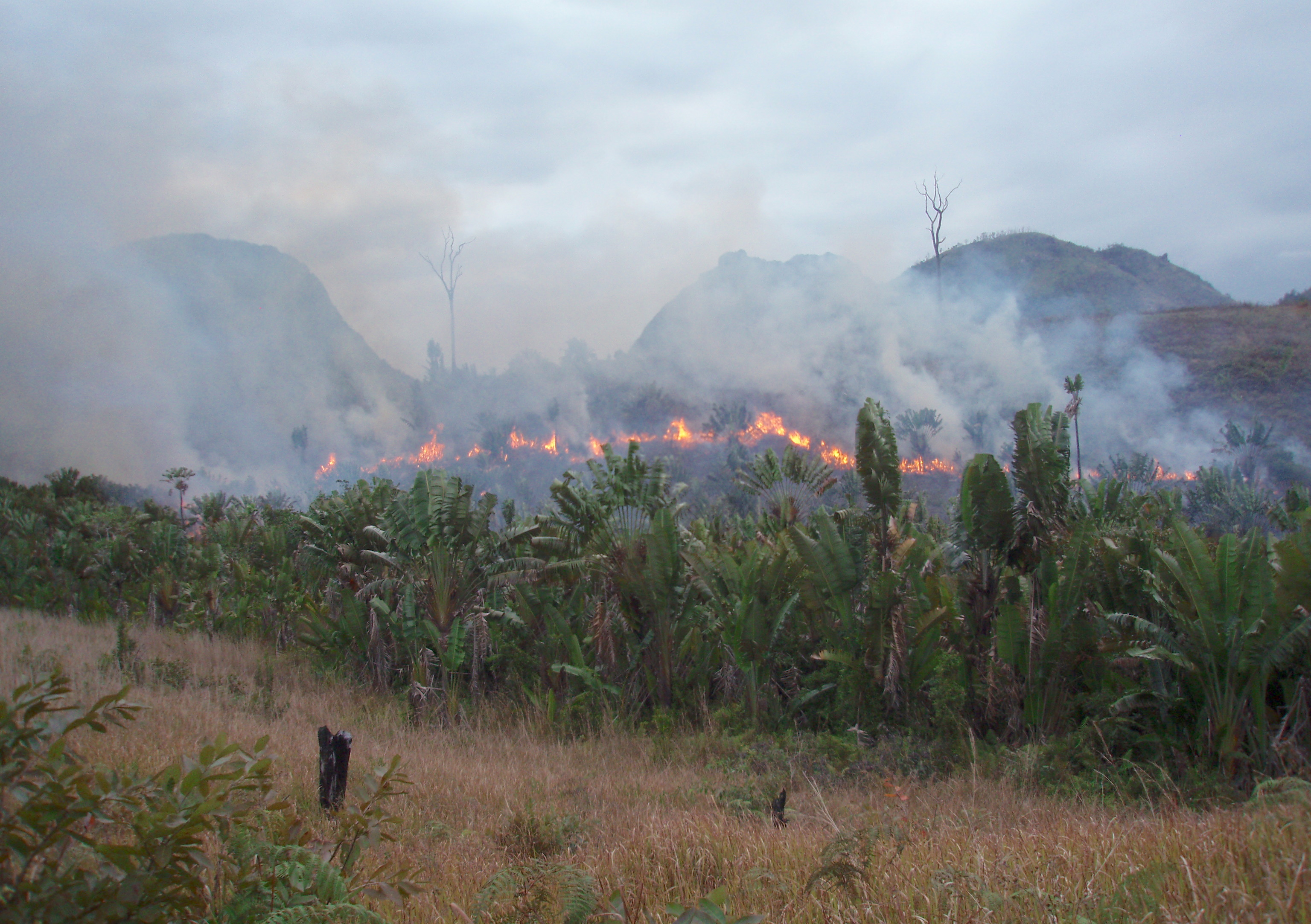
Підсічно-вогневе землеробство
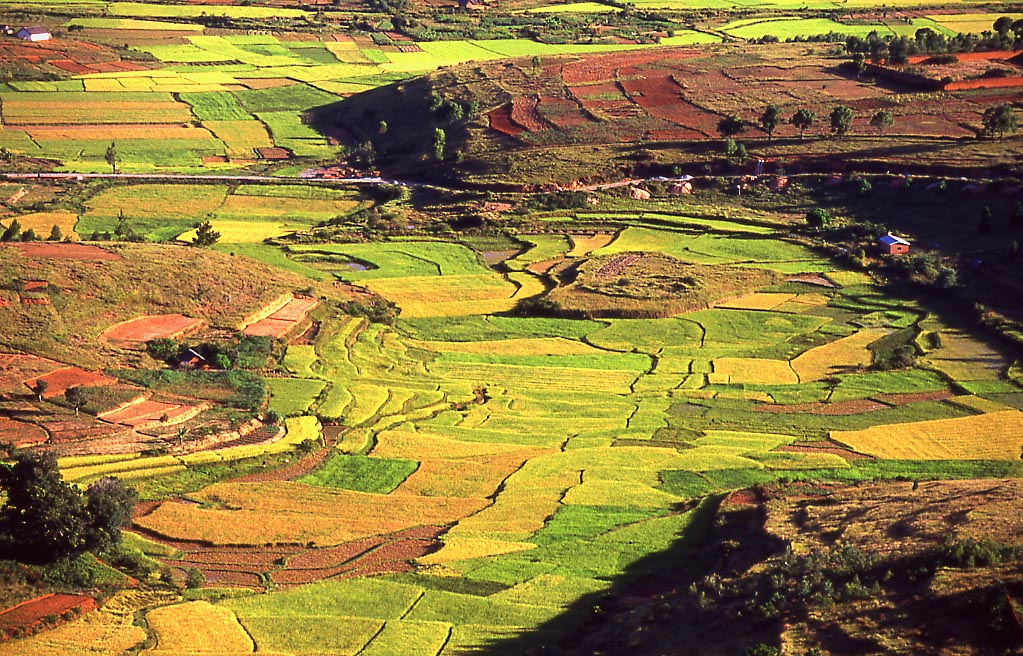
Зведення лісів заради сільського господарства
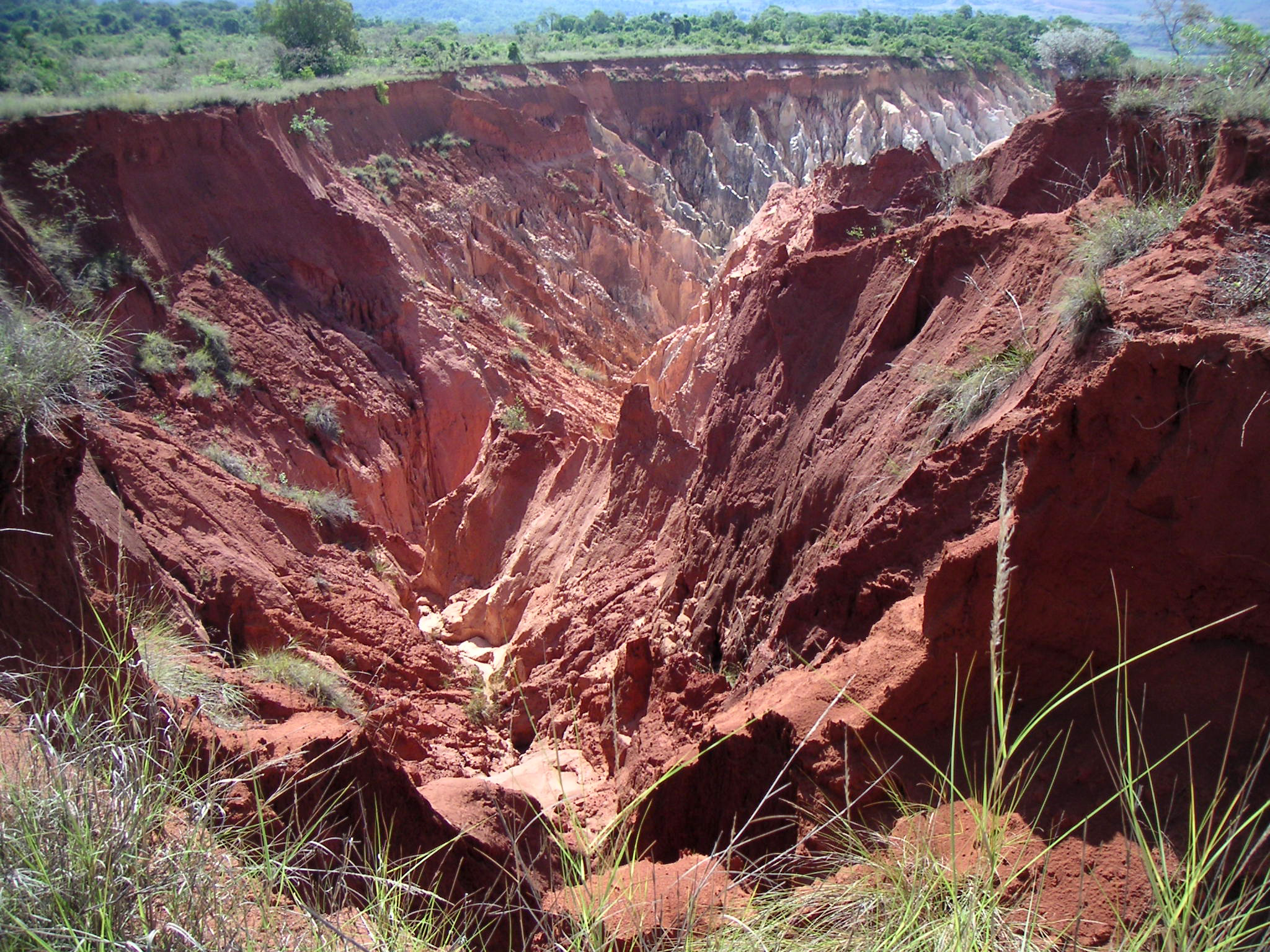
Ерозія ґрунтів

Серед екологічних проблем варто відзначити:
- ерозію ґрунтів через знеліснення і перевипасання;
- спустелювання;
- забруднення вод побутовими стоками;
- під загрозою винищення ендемічна флора і фауна.

## Фізико-географічне районування
У фізико-географічному відношенні територію Мадагаскару можна розділити на 5 районів, що відрізняються один від одного рельєфом, кліматом, рослинним покривом:
- Східна прибережна смуга являє собою вузьку злегка погорбовану рівнину, поблизу океану дуже заболочену; коло узбережжя ланцюг лагун. З заходу ця рівнина обмежована крутим схилом внутрішнього нагір'я. Переважає вологий тропічний клімат; середня річна температура 24 °C, відносна вологість повітря до 80 %. Опадів багато, в середньому 3200 мм. Сухого сезону нема. У цьому районі колись буяли розкішні тропічні ліси, але вони здебільшого вже винищені і замінені «савокою». Різко виявлена вертикальна зональність. Безпосередньо до узбережжя океану або лагун прилягає смуга паркових лісів (до 2—3 км завширшки), в яких дерева середньої висоти, переважно пальми, чергуються з групами високостовбурних дерев. У горбкуватій зоні між смугою паркових лісів і рівнем 600 м ліси майже винищено. У зоні між 600 і 900 м над рівнем моря вздовж острова майже до крайнього півдня тягнеться смуга лісових масивів (від 40 до 70 км завширшки) з дуже різноманітними породами, серед яких нема високостовбурних дерев. До складу вічнозеленого підліску входять пальми, бамбуки та інші рослини, перевиті ліанами. В ущелинах багато деревовидних папоротей (до 6—8 м заввишки). Зрідка зустрічається дерево мандрівника (до 6—10 м заввишки). У зоні вище 900 м дерева в лісах стають значно нижчі. На узбережжі і по схилах на старанно впорядкованих терасах вирощують без іригації рис. Культивують також каву, какао, ваніль тощо.
- Внутрішнє нагір'я є найвищою частиною острова; тут багато куполоподібних височин та хвилястих горбів. Річки розчленували нагір'я на більш або менш відокремлені плато і масиви. Так, зниження Андрона (до 500 м), яке проходить впоперек острова, відокремлює північну частину нагір'я — великий масив Царатанана з вулканом тієї ж назви, який є найвищою точкою острова, горою Марамукутру (2876 м). Зниження Бетрока, яке проходить впоперек острова від міста Фарафангана, відокремлює південну частину нагір'я — плато Бара. Основна частина нагір'я, що лежить між масивами Царатанана і Бара, називається Високим плато. У центрі Високого плато є вулканічний масив Анкаратра з вершиною Цяфаявона (2644 м). На високих плато багато великих рівних ділянок і широких долин з плоскими днищами, розташованих між хаотично розкиданими гірськими масивами. Високі плато круто обриваються на сході і на заході; на їх схилах багато глибоких ущелин, прорізаних річками. Внутрішнє нагір'я, внаслідок його значної висоти, має помірний клімат. Добре виявлений сухий сезон (зима), що триває від чотирьох місяців на півночі до восьми на півдні. Природна вічнозелена чагарникова рослинність майже всюди замінена груботрав'яним покривом, який в сухий сезон вигорає. На плато Бара ростуть низькорослі колючі чагарники. У долинах нагір'я вирощують рис, по схилах — маїс і маніок, а вище 1000 м — боби, тютюн, картоплю, овес і навіть жито.
- Північно-західне узбережжя. Район Самбірано займає північно-західне узбережжя в басейні річки Самбірано. Опадів багато — від 2000 до 2500 мм, причому сухий сезон, на відміну від західних схилів, не виявлений. Найважливішою культурою є цукрова тростина. Культивують також ароматичні рослини і какао.

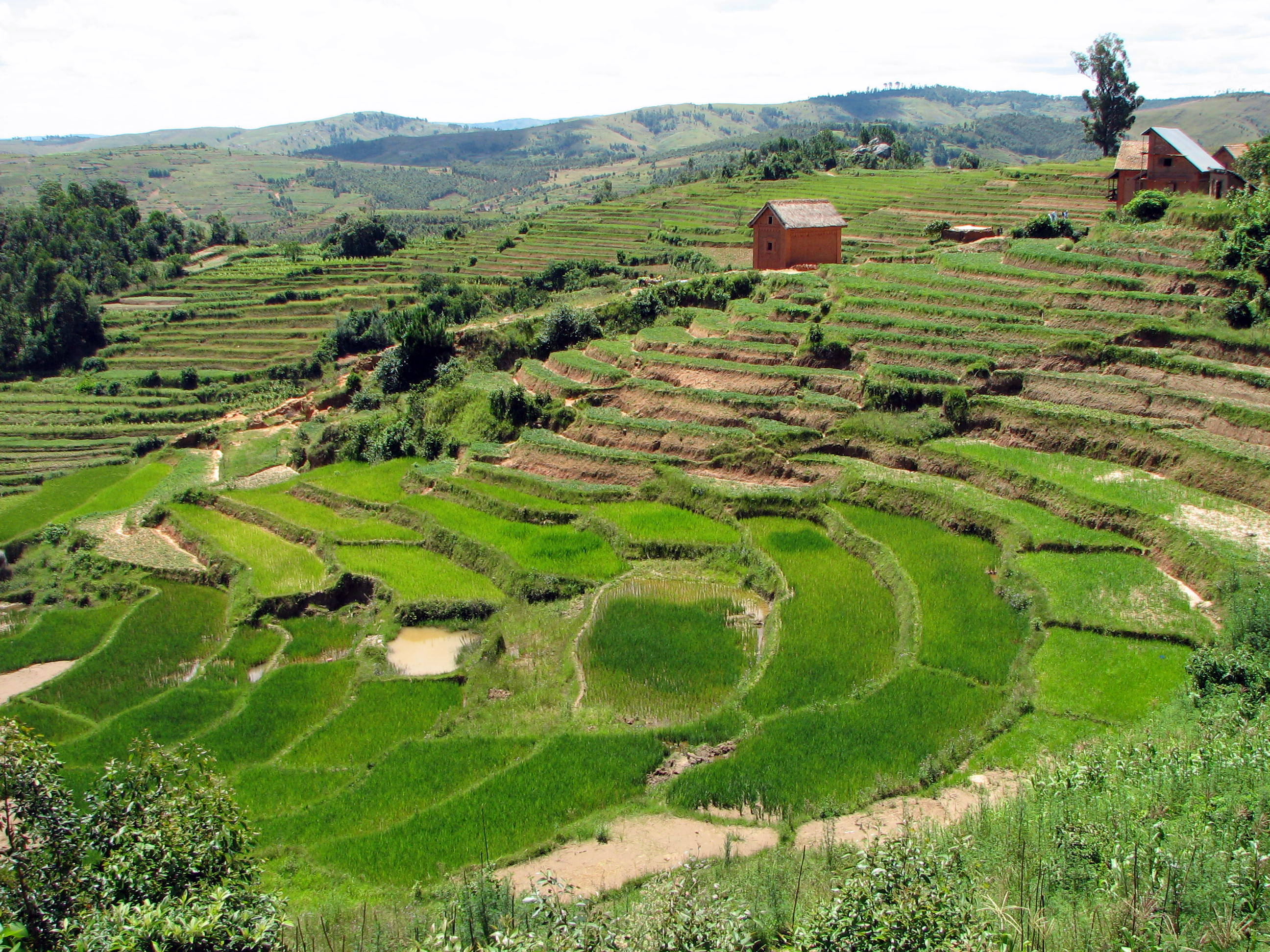
Терасне сільське господарство на східному узбережжі
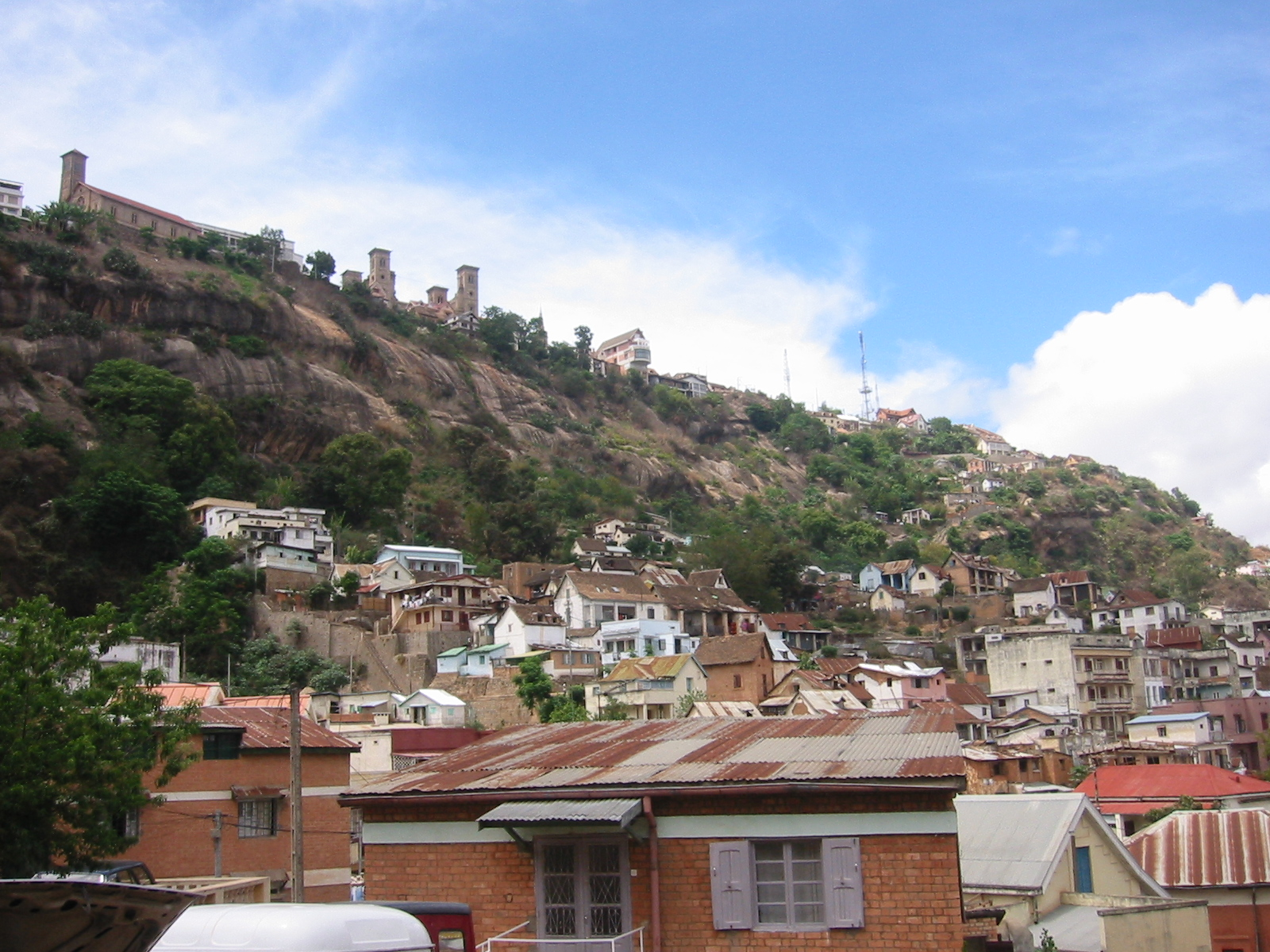
Столиця країни, місто Антананаріву
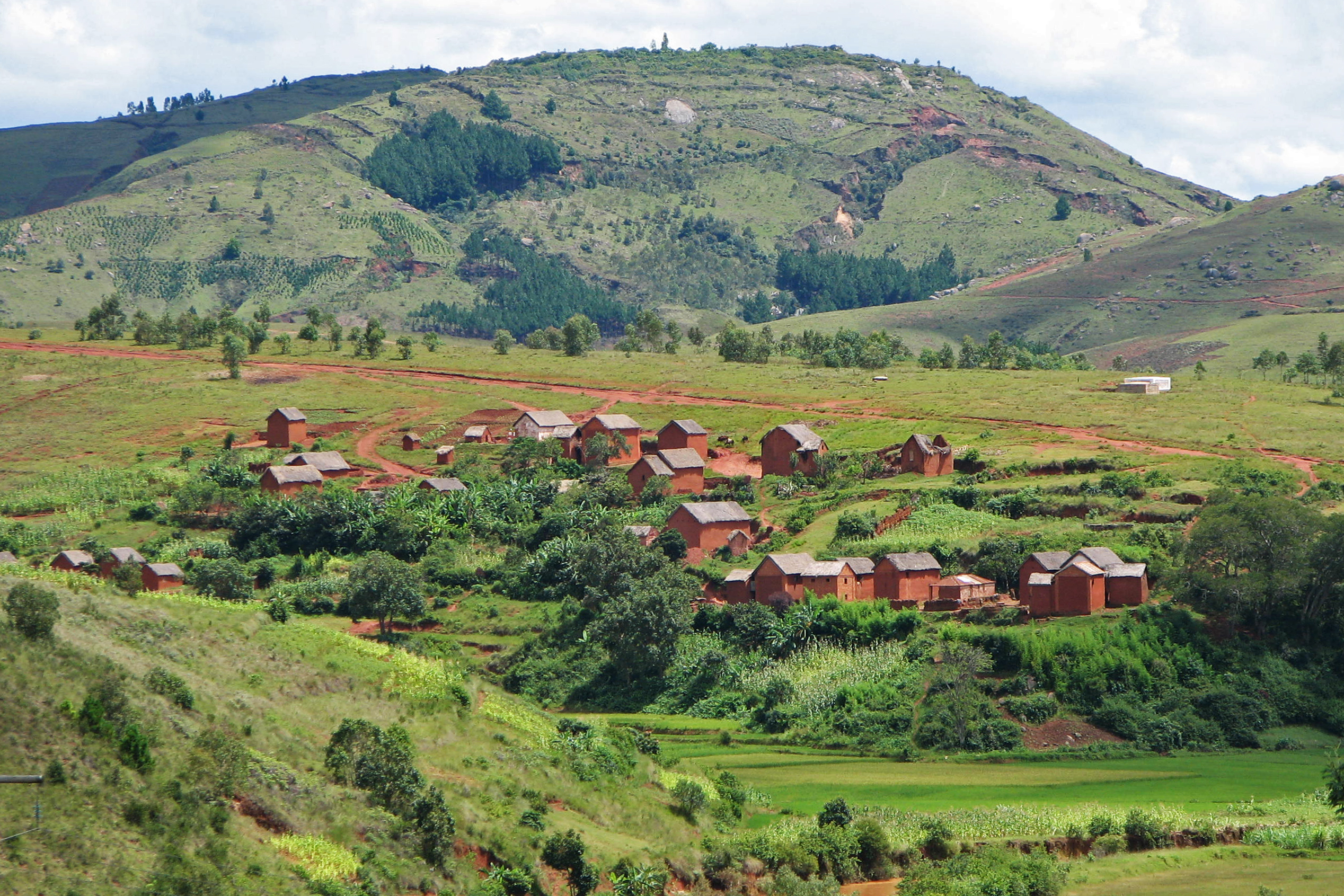
Типове селище на Центральному нагір'ї
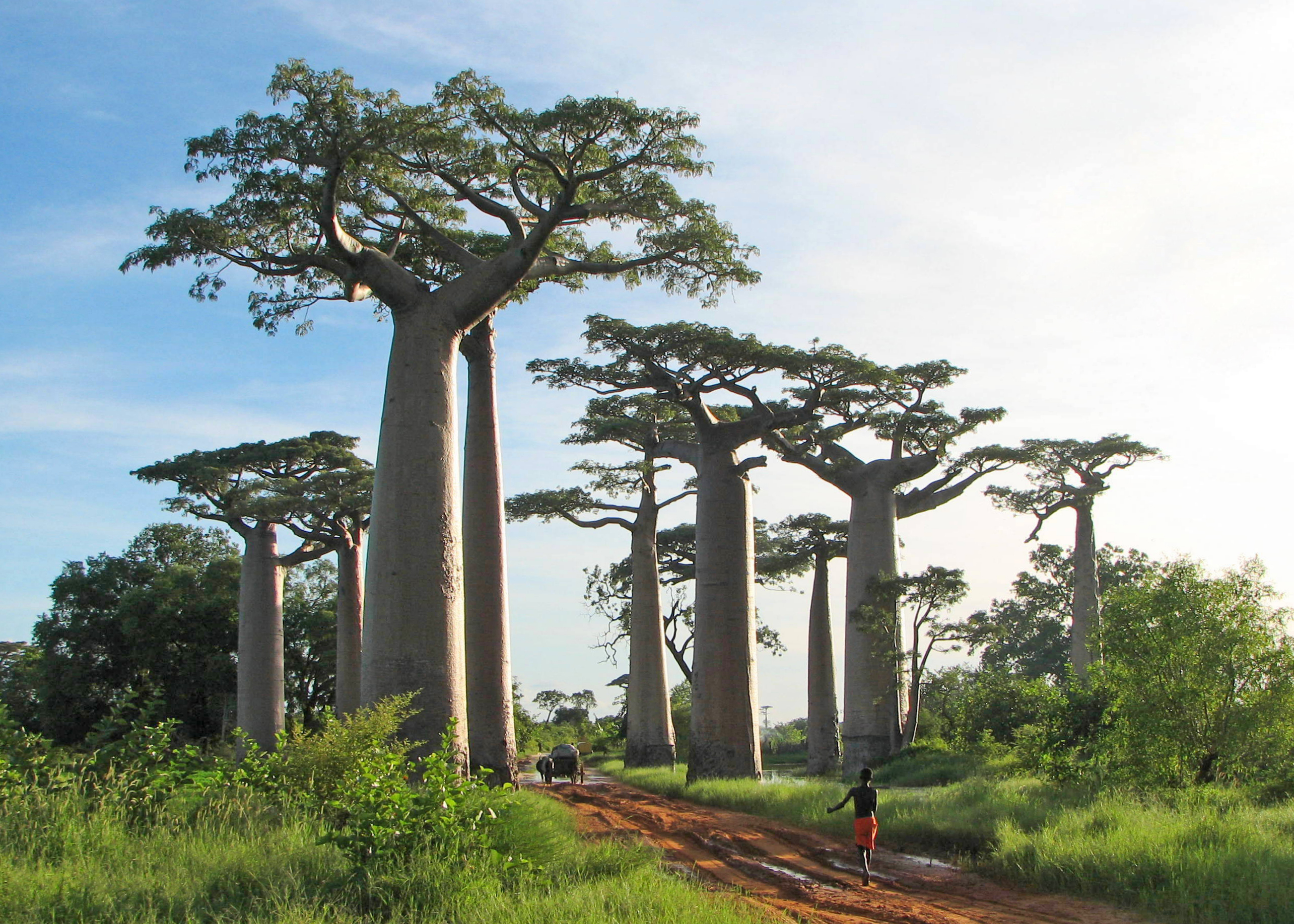
Баобаби неподалік міста Морондава
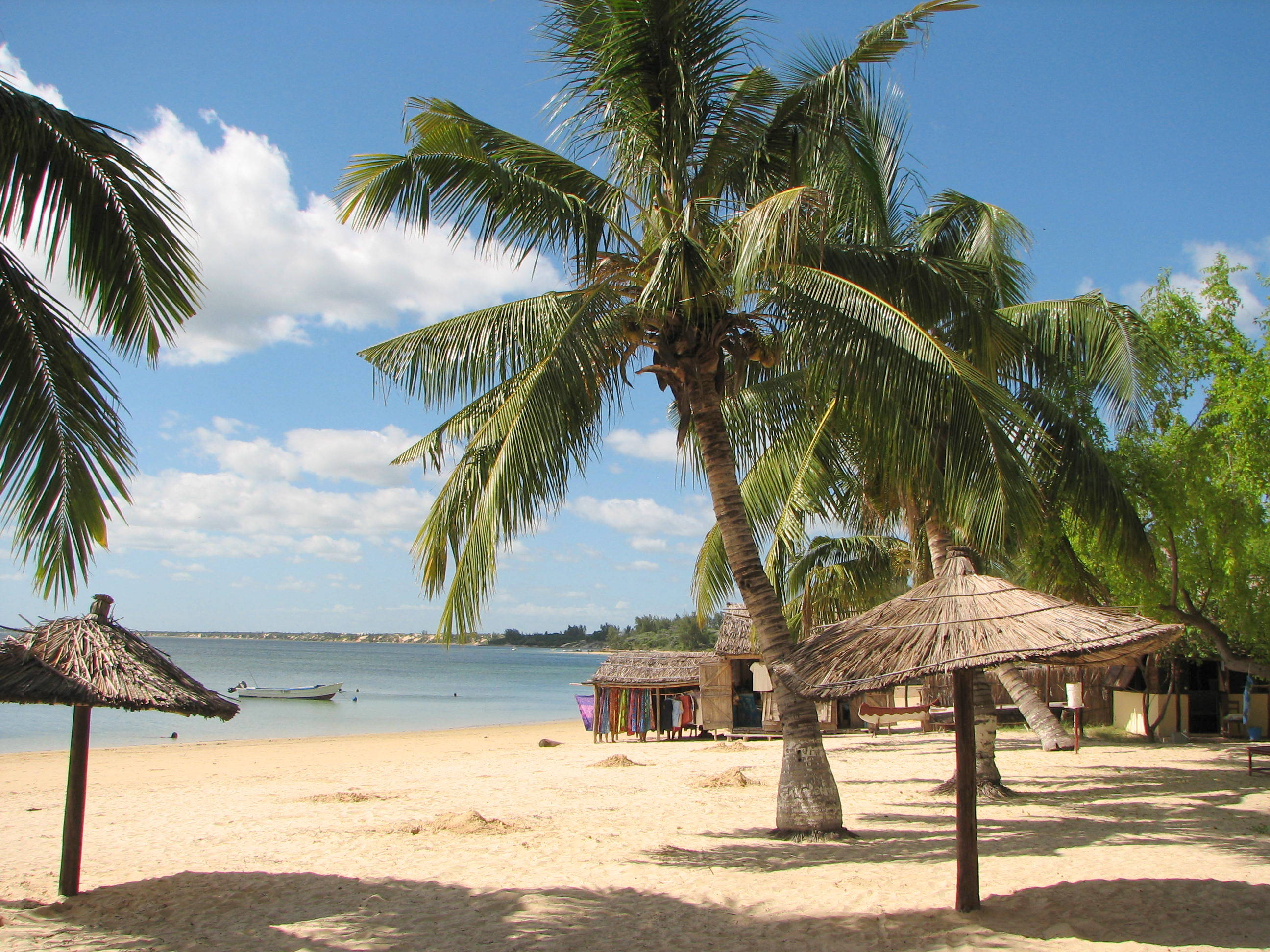
Пляж Мангілі біля Толіари

- Західний район являє собою столову країну, розчленовану річковою ерозією на окремі уступи, які складаються з рівнин і плато, похилених до моря. Тут поширені пісковики і вапняки, подекуди вкриті базальтовими потоками. Численними є відклади сучасного алювію, мергелів і пісків. Річки цього району закінчуються коло моря великими дельтами. Внутрішнє нагір'я зимою захищає західний район від вологого південно-східного пасату, тому тут зимовий сезон сухий; основна маса опадів припадає на сезон мусонного літа з грозами. Кількість опадів у середньому становить 1250 мм. Найбагатоводніша річка західного району — Бецибока. В сухий сезон річки міліють. Густі мангрові зарості тягнуться вузькою смугою вздовж Мозамбіцької протоки. На схід від смуги мангрових лісів розташовані піщані рівнини, які затоплюються в дощову пору року. Але більшу частину району займають безлісі простори з високими травами, на фоні яких подекуди зустрічаються окремі дерева (баобаби, тамаринди), а на горбах — зарості чагарників. На заході є багато конусів термітників. Дерева здебільшого скидають листя на сухий сезон. Природна рослинність Західного району, представлена кущами або листяними деревами, майже скрізь знищена. Вирощують рис, маніок, тютюн і по долинах річок — цукрову тростину.
- Південно-західний Мадагаскар характеризується поширенням низьких вапнякових плато і піщаних горбкуватих рівнин. Клімат сухий; днів з дощами 27; опадів мало — 370 мм і вони дуже нерегулярні, але багато роси. Водопроникність поверхневих відкладів посилює сухість і напівпустельний вигляд країни. Ґрунтові води дуже глибоко. Характерні ксерофільні жорсткі колючі рослини своєрідної форми (канделяброві молочаї).

### Українською
- Атлас світу / голов. ред. І. С. Руденко ; зав. ред. В. В. Радченко ; відп. ред. О. В. Вакуленко. — К. : ДНВП «Картографія», 2005. — 336 с. — ISBN 9666315467.
- Атлас. 7 клас. Географія материків і океанів / Укладачі О. Я. Скуратович, Н. І. Чанцева. — К. : ДНВП «Картографія», 2014.
- Бєлозоров С. Т. Африка : фізико-географічний нарис. — вид. 2-ге, перероб. і доп. — К. : Радянська школа, 1957. — 232 с.
- Барановська О. В. Фізична географія материків і океанів : навч. посіб. для студентів ВНЗ : [у 2 ч.]. — Н. : Ніжинський державний університет ім. Миколи Гоголя, 2013. — 306 с. — ISBN 978-617-527-106-3.
- Мадагаскар // Гірничий енциклопедичний словник : [у 3-х тт.] / за ред. В. С. Білецького. — Д. : Східний видавничий дім, 2004. — Т. 3. — 752 с. — ISBN 966-7804-78-X.
- Костів Л. Я. Фізична географія материків і океанів. Африка : навч.-метод. посібник. — Л. : Видавничий центр ЛНУ імені Івана Франка, 2017. — 184 с. — ISBN 978-617-10-0374-3.
- Панасенко Б. Д. Фізична географія материків : навч. посіб. : в 2 ч. — В. : ЕкоБізнесЦентр, 1999. — 200 с.
- Юрківський В. М. Регіональна економічна і соціальна географія. Зарубіжні країни: Підручник. — 2-ге. — К. : Либідь, 2001. — 416 с. — ISBN 966-06-0092-5.

### Англійською
- (англ.) Graham Bateman. The Encyclopedia of World Geography. — Andromeda, 2002. — 288 с. — ISBN 1871869587.

### Російською
- (рос.) Авакян А. Б., Салтанкин В. П., Шарапов В. А. Водохранилища. — М. : Мысль, 1987. — 326 с. — (Природа мира)
- (рос.) Алисов Б. П., Берлин И. А., Михель В. М. Курс климатологии [в 3-х тт.] / под. ред. Е. С. Рубинштейна. — Л. : Гидрометиздат, 1954. — Т. 3. Климаты земного шара. — 320 с.
- (рос.) Апродов В. А. Вулканы. — М. : Мысль, 1982. — 368 с. — (Природа мира)
- (рос.) Апродов В. А. Зоны землетрясений. — М. : Мысль, 2010. — 462 с. — (Природа мира) — ISBN 978-5-244-01122-7.
- (рос.) Мадагаскар // Африка: энциклопедический справочник [в 2-х тт.] / гл. ред. А. А. Громыко. — М. : Советская энциклопедия, 1986. — Т. 2. К-Я. — 671 с.
- (рос.) Бабаев А. Г., Зонн И. С., Дроздов Н. Н., Фрейкин З. Г. Пустыни. — М.  : Мысль, 1986. — 320 с. — (Природа мира)
- (рос.) Браун Л. Африка. — М. : Прогресс, 1976. — 288 с. — (Континенты, на которых мы живем)
- (рос.) Букштынов А. Д., Грошев Б. И., Крылов Г. В. Леса. — М. : Мысль, 1981. — 316 с. — (Природа мира)
- (рос.) Власова Т. В. Физическая география материков. С прилегающими частями океанов. Южная Америка, Африка, Австралия и Океания, Антарктида. — 4-е, перераб. — М. : Просвещение, 1986. — 269 с.
- (рос.) Гвоздецкий Н. А., Голубчиков Ю. Н. Горы. — М. : Мысль, 1987. — 400 с. — (Природа мира)
- (рос.) Гвоздецкий Н. А. Карст. — М. : Мысль, 1981. — 214 с. — (Природа мира)
- (рос.) Географический энциклопедический словарь: географические названия / под. ред. А. Ф. Трёшникова. — 2-е изд., доп. — М. : Советская энциклопедия, 1989. — 585 с. — ISBN 5-85270-057-6.
- (рос.) Исаченко А. Г., Шляпников А. А. Ландшафты. — М. : Мысль, 1989. — 504 с. — (Природа мира) — ISBN 5-244-00177-9.
- (рос.) Каплин П. А., Леонтьев О. К., Лукьянова С. А., Никифоров Л. Г. Берега. — М. : Мысль, 1991. — 480 с. — (Природа мира) — ISBN 5-244-00449-2.
- (рос.) Словарь современных географических названий / под общей редакцией акад. В. М. Котлякова. — Екатеринбург : У-Фактория, 2006.
- (рос.) Литвин В. М., Лымарев В. И. Острова. — М. : Мысль, 2010. — 288 с. — (Природа мира) — ISBN 978-5-244-01129-6.
- (рос.) Лобова Е. В., Хабаров А. В. Почвы. — М. : Мысль, 1983. — 304 с. — (Природа мира)
- (рос.) Максаковский В. П. Географическая картина мира. Книга I: Общая характеристика мира. — М. : Дрофа, 2008. — 495 с. — ISBN 978-5-358-05275-8.
- (рос.) Максаковский В. П. Географическая картина мира. Книга II: Региональная характеристика мира. — М. : Дрофа, 2009. — 480 с. — ISBN 978-5-358-06280-1.
- (рос.) Поспелов Е. М. Географические названия мира: Топонимический словарь. — М. : АСТ, 2005.
- (рос.) Мадагаскар // Страны Африки. Политико-экономический справочник / ред. В. Солодовников, В. Румянцев. — М. : Издательство политической литературы, 1969. — 318 с.
- (рос.) Физико-географический атлас мира. — М. : Академия наук СССР и Главное управление геодезии и картографии ГУГК СССР, 1964. — 298 с.
- (рос.) Энциклопедия стран мира / глав. ред. Н. А. Симония. — М. : НПО «Экономика» РАН, отделение общественных наук, 2004. — 1319 с. — ISBN 5-282-02318-0.